# Liste der historischen Grenzsteine in Baden-Württemberg
In der Liste der historischen Grenzsteine in Baden-Württemberg werden Grenzsteine aufgeführt, die sich auf der Gemarkung des heutigen Baden-Württemberg befinden. Da durch den Grenzverlauf mindestens zwei Ortschaften berührt werden, ist auch die Zuordnung dementsprechend.
Hinweis: Die Liste wird nach und nach um weitere Grenzsteine ergänzt. Bis dato gibt es in Baden-Württemberg keine Gesamtliste, die alle Kulturdenkmale (inkl. Grenzsteine) nachweist, sowie eine eindeutige Denkmallistennummer. Deshalb ist auch kein Abgleich möglich, ob ein Denkmal bereits erfasst wurde und ob es sich um das gleiche Objekt handelt. 

## Bietigheim-Bissingen

### Bietigheimer Forst
| Denkmallistennummer | Standort                  | Bezeichnung            | gesetzt | Bemerkung                                    | Bild Koordinaten (oben) | Bild Seite 1 | Bild Seite 2 | Bild Seite 3 | Bild Seite 4 |
| ------------------- | ------------------------- | ---------------------- | ------- | -------------------------------------------- | ----------------------- | ------------ | ------------ | ------------ | ------------ |
|                     | Bietigheimer Forst (Lage) | Grenzstein Nr. 177     |         |                                              |                         |              |              |              |              |
|                     | Bietigheimer Forst (Lage) | Grenzstein Nr. 178/179 | 1567    |                                              |                         |              |              |              |              |
|                     | Bietigheimer Forst (Lage) | Grenzstein Nr. 180     |         |                                              |                         |              |              |              |              |
|                     | Bietigheimer Forst (Lage) | Grenzstein Nr. 181     |         |                                              |                         |              |              |              |              |
|                     | Bietigheimer Forst (Lage) | Grenzstein Nr. 182     |         |                                              |                         |              |              |              |              |
|                     | Bietigheimer Forst (Lage) | Grenzstein Nr. 5       |         |                                              |                         |              |              |              |              |
|                     | Bietigheimer Forst (Lage) | Grenzstein Nr. 7       |         |                                              |                         |              |              |              |              |
|                     | Bietigheimer Forst (Lage) | Grenzstein Nr. 9       | 1784    |                                              |                         |              |              |              |              |
|                     | Bietigheimer Forst (Lage) | Grenzstein Nr. 9/3     | 1567    |                                              |                         |              |              |              |              |
|                     | Bietigheimer Forst (Lage) | Grenzstein Nr. 68/123  | 1784    | Grenzverlauf Bietigheim-Bissingen/Ingersheim |                         |              |              |              |              |
|                     | Bietigheimer Forst (Lage) | Grenzstein Nr. 61      |         | Grenzverlauf Bietigheim-Bissingen/Ingersheim |                         |              |              |              |              |
|                     | Bietigheimer Forst (Lage) | Grenzstein             |         | Grenzverlauf Bietigheim-Bissingen/Ingersheim |                         |              |              |              |              |
|                     | Bietigheimer Forst (Lage) | Grenzstein Nr. 56      |         | Grenzverlauf Bietigheim-Bissingen/Ingersheim |                         |              |              |              |              |
|                     | Bietigheimer Forst (Lage) | Grenzstein Nr. 61      | 1841    | Grenzverlauf Bietigheim-Bissingen/Ingersheim |                         |              |              |              |              |
|                     | Bietigheimer Forst (Lage) | Grenzstein Nr. 46/145  | 1782    | Grenzverlauf Bietigheim-Bissingen/Ingersheim |                         |              |              |              |              |
|                     | Bietigheimer Forst (Lage) | Grenzstein Nr. 45      |         | Grenzverlauf Bietigheim-Bissingen/Ingersheim |                         |              |              |              |              |
|                     | Bietigheimer Forst (Lage) | Grenzstein Nr. 18      |         |                                              |                         |              |              |              |              |
|                     | Bietigheimer Forst (Lage) | Grenzstein Nr. 19      |         |                                              |                         |              |              |              |              |
|                     | Bietigheimer Forst (Lage) | Grenzstein Nr. 20/20   |         | Grenzverlauf Bietigheim-Bissingen/Besigheim  |                         |              |              |              |              |
|                     | Bietigheimer Forst (Lage) | Grenzstein Nr. 22      |         | Grenzverlauf Bietigheim-Bissingen/Besigheim  |                         |              |              |              |              |
|                     | Bietigheimer Forst (Lage) | Grenzstein Nr. 24/166  |         |                                              |                         |              |              |              |              |
| -                   | Bietigheimer Forst (Lage) | Grenzstein Nr. 30/160  |         |                                              |                         |              |              |              |              |
|                     | Bietigheimer Forst (Lage) | Grenzstein Nr. 33/157  |         |                                              |                         |              |              |              |              |
|                     | Bietigheimer Forst (Lage) | Grenzstein Nr. 36/154  |         |                                              |                         |              |              |              |              |
|                     | Bietigheimer Forst (Lage) | Grenzstein Nr. 74      |         |                                              |                         |              |              |              |              |
|                     | Bietigheimer Forst (Lage) | Grenzstein Nr. 148     |         |                                              |                         |              |              |              |              |
|                     | Bietigheimer Forst (Lage) | Grenzstein Nr. 111     |         |                                              |                         |              |              |              |              |
|                     | Bietigheimer Forst (Lage) | Grenzstein Nr. 110     |         |                                              |                         |              |              |              |              |
|                     | Bietigheimer Forst (Lage) | Grenzstein Nr. 109     |         |                                              |                         |              |              |              |              |
|                     | Bietigheimer Forst (Lage) | Grenzstein Nr. 104     |         | 1700                                         |                         |              |              |              |              |
|                     | Bietigheimer Forst (Lage) | Grenzstein Nr. 107/23  |         |                                              |                         |              |              |              |              |
|                     | Bietigheimer Forst (Lage) | Grenzstein Nr. 110     |         |                                              |                         |              |              |              |              |
| -                   | Bietigheimer Forst (Lage) | Grenzstein Nr. 111     |         |                                              |                         |              |              |              |              |
|                     | Bietigheimer Forst (Lage) | Grenzstein Nr. 112     |         |                                              |                         |              |              |              |              |
|                     | Bietigheimer Forst (Lage) | Grenzstein Nr. 113     |         |                                              |                         |              |              |              |              |
|                     | Bietigheimer Forst (Lage) | Grenzstein Nr. 114     |         |                                              |                         |              |              |              |              |
|                     | Bietigheimer Forst (Lage) | Grenzstein Nr. 115     |         |                                              |                         |              |              |              |              |
| -                   | Bietigheimer Forst (Lage) | Grenzstein Nr. 117     |         |                                              |                         |              |              |              |              |
|                     | Bietigheimer Forst (Lage) | Grenzstein Nr. 118/88  |         |                                              |                         |              |              |              |              |
|                     | Bietigheimer Forst (Lage) | Grenzstein Nr. 119     |         |                                              |                         |              |              |              |              |
|                     | Bietigheimer Forst (Lage) | Grenzstein Nr. 120     |         |                                              |                         |              |              |              |              |
|                     | Bietigheimer Forst (Lage) | Grenzstein Nr. 122     |         |                                              |                         |              |              |              |              |

### Schellenhof
| Denkmallistennummer | Standort           | Bezeichnung           | gesetzt | Bemerkung | Bild Koordinaten (oben) | Bild Seite 1 | Bild Seite 2 | Bild Seite 3 | Bild Seite 4 |
| ------------------- | ------------------ | --------------------- | ------- | --------- | ----------------------- | ------------ | ------------ | ------------ | ------------ |
|                     | Schellenhof (Lage) | Grenzstein Nr. 36/128 |         |           |                         |              |              |              |              |
|                     | Schellenhof (Lage) | Grenzstein Nr. (37)   | 1753    |           |                         |              |              |              |              |

## Bönnigheim (rund um den Rotenberg)
| Denkmallistennummer | Standort                                    | Bezeichnung               | gesetzt | Bemerkung                                                     | Bild Koordinaten (oben) | Bild Seite 1 | Bild Seite 2 | Bild Seite 3 | Bild Seite 4 |
| ------------------- | ------------------------------------------- | ------------------------- | ------- | ------------------------------------------------------------- | ----------------------- | ------------ | ------------ | ------------ | ------------ |
|                     | Zwischen Steinbruchweg und Steinbach (Lage) | Grenzstein Nr. 53         |         | Grenzverlauf zwischen Bönnigheim und Freudental               |                         |              |              |              |              |
|                     | Zwischen Steinbruchweg und Steinbach (Lage) | Grenzstein Nr. 54/119     |         | Grenzverlauf zwischen Bönnigheim und Freudental               |                         |              |              |              |              |
|                     | Zwischen Steinbruchweg und Steinbach (Lage) | Grenzstein Nr. 55/120     |         | Grenzverlauf zwischen Bönnigheim und Freudental               |                         |              |              |              |              |
|                     | Zwischen Steinbruchweg und Steinbach (Lage) | Grenzstein Nr. 56/121     |         | Grenzverlauf zwischen Bönnigheim und Freudental               |                         |              |              |              |              |
|                     | Zwischen Steinbruchweg und Steinbach (Lage) | Grenzstein Nr. 57         |         | Grenzverlauf zwischen Bönnigheim und Freudental               |                         |              |              |              |              |
|                     | Zwischen Steinbruchweg und Steinbach (Lage) | Grenzstein Nr. 62/127     |         | Grenzverlauf zwischen Bönnigheim und Freudental               |                         |              |              |              |              |
|                     | Zwischen Steinbruchweg und Steinbach (Lage) | Grenzstein Nr. 64         |         | Grenzverlauf zwischen Bönnigheim und Freudental               |                         |              |              |              |              |
|                     | Zwischen Steinbruchweg und Steinbach (Lage) | Grenzstein Nr. 65         |         | Grenzverlauf zwischen Bönnigheim und Freudental               |                         |              |              |              |              |
|                     | Zwischen Steinbruchweg und Steinbach (Lage) | Grenzstein Nr. 66/131     |         | Grenzverlauf zwischen Bönnigheim, Freudental und Hohenhaslach |                         |              |              |              |              |
|                     | Am Steinbach (Lage)                         | Grenzstein Nr. 41         |         | Grenzverlauf zwischen Bönnigheim und Freudental               |                         |              |              |              |              |
|                     | Am Steinbach (Lage)                         | Grenzstein Nr. 42/107     |         | Grenzverlauf zwischen Bönnigheim und Freudental               |                         |              |              |              |              |
|                     | Am Steinbach (Lage)                         | Grenzstein Nr. 44         |         | Grenzverlauf zwischen Bönnigheim und Freudental               |                         |              |              |              |              |
|                     | Am Steinbach (Lage)                         | Grenzstein Nr. 104        |         | Grenzverlauf zwischen Bönnigheim und Freudental               |                         |              |              |              |              |
|                     | Am Steinbach (Lage)                         | Grenzstein Nr. 110/45     |         | Grenzverlauf zwischen Bönnigheim und Freudental               |                         |              |              |              |              |
|                     | Am Steinbach (Lage)                         | Grenzstein Nr. 111 1/2/45 |         | Grenzverlauf zwischen Bönnigheim und Freudental               |                         |              |              |              |              |
|                     | Am Rennweg (Lage)                           | Grenzstein Nr. 248        |         | Grenzverlauf zwischen Bönnigheim und Cleebronn                |                         |              |              |              |              |
|                     | Am Rennweg (Lage)                           | Grenzstein Nr. 249        |         | Grenzverlauf zwischen Bönnigheim und Cleebronn                |                         |              |              |              |              |
|                     | Am Rennweg (Lage)                           | Grenzstein Nr. 250        |         | Grenzverlauf zwischen Bönnigheim und Cleebronn                |                         |              |              |              |              |
|                     | Am Rennweg (Lage)                           | Grenzstein Nr. 253        |         | Grenzverlauf zwischen Bönnigheim und Cleebronn                |                         |              |              |              |              |
|                     | Am Rennweg (Lage)                           | Grenzstein Nr. 255        |         | Grenzverlauf zwischen Bönnigheim und Cleebronn                |                         |              |              |              |              |
|                     | Am Rennweg (Lage)                           | Grenzstein Nr. 255 1/2    |         | Grenzverlauf zwischen Bönnigheim und Cleebronn                |                         |              |              |              |              |
| -                   | Am Rennweg (Lage)                           | Grenzstein Nr. 256        |         | Grenzverlauf zwischen Bönnigheim und Cleebronn                |                         |              |              |              |              |
|                     | Am Rennweg (Lage)                           | Grenzstein Nr. 257        |         | Grenzverlauf zwischen Bönnigheim und Cleebronn                |                         |              |              |              |              |
|                     | Am Freudentaler Weg (Lage)                  | Grenzstein Nr. 40         |         | Grenzverlauf zwischen Bönnigheim und Freudental               |                         |              |              |              |              |
|                     | Am Freudentaler Weg (Lage)                  | Grenzstein Nr. 43         |         | Grenzverlauf zwischen Bönnigheim und Freudental               |                         |              |              |              |              |
|                     | Am Freudentaler Weg (Lage)                  | Grenzstein Nr. 51         |         | Grenzverlauf zwischen Bönnigheim und Freudental               |                         |              |              |              |              |

## Brandholz (Bietigheim-Bissingen/Freiberg am Neckar/Ingersheim)
| Denkmallistennummer | Standort         | Bezeichnung           | gesetzt | Bemerkung | Bild Koordinaten (oben) | Bild Seite 1 | Bild Seite 2 | Bild Seite 3 | Bild Seite 4 |
| ------------------- | ---------------- | --------------------- | ------- | --------- | ----------------------- | ------------ | ------------ | ------------ | ------------ |
|                     | Brandholz (Lage) | Grenzstein Nr. 5      |         |           |                         |              |              |              |              |
|                     | Brandholz (Lage) | Grenzstein Nr. 14     |         |           |                         |              |              |              |              |
|                     | Brandholz (Lage) | Grenzstein Nr. 26     |         |           |                         |              |              |              |              |
|                     | Brandholz (Lage) | Grenzstein Nr. 27     |         |           |                         |              |              |              |              |
|                     | Brandholz (Lage) | Grenzstein Nr. 22     |         |           |                         |              |              |              |              |
|                     | Brandholz (Lage) | Grenzstein Nr. 17     |         |           |                         |              |              |              |              |
|                     | Brandholz (Lage) | Grenzstein Nr. 123/68 |         |           |                         |              |              |              |              |
|                     | Brandholz (Lage) | Grenzstein Nr. 124/67 |         |           |                         |              |              |              |              |
|                     | Brandholz (Lage) | Grenzstein Nr. 125/66 |         |           |                         |              |              |              |              |
|                     | Brandholz (Lage) | Grenzstein Nr. 63     |         |           |                         |              |              |              |              |
|                     | Brandholz (Lage) | Grenzstein Nr. 62     |         |           |                         |              |              |              |              |
|                     | Brandholz (Lage) | Grenzstein Nr. 61     |         |           |                         |              |              |              |              |
|                     | Brandholz (Lage) | Grenzstein Nr. 60     |         |           |                         |              |              |              |              |
|                     | Brandholz (Lage) | Grenzstein Nr. 59     |         |           |                         |              |              |              |              |
|                     | Brandholz (Lage) | Grenzstein Nr. 57     |         |           |                         |              |              |              |              |
|                     | Brandholz (Lage) | Grenzstein            |         |           |                         |              |              |              |              |
|                     | Brandholz (Lage) | Grenzstein            |         |           |                         |              |              |              |              |
|                     | Brandholz (Lage) | Grenzstein            | 1752    |           |                         |              |              |              |              |
|                     | Brandholz (Lage) | Grenzstein Nr. 45     |         |           |                         |              |              |              |              |
|                     | Brandholz (Lage) | Grenzstein Nr. 46     |         |           |                         |              |              |              |              |
|                     | Brandholz (Lage) | Grenzstein Nr. 47     |         |           |                         |              |              |              |              |
|                     | Brandholz (Lage) | Grenzstein Nr. 51     | 1765    |           |                         |              |              |              |              |
|                     | Brandholz (Lage) | Grenzstein Nr. 104/88 |         |           |                         |              |              |              |              |
|                     | Brandholz (Lage) | Grenzstein            |         |           |                         |              |              |              |              |
|                     | Brandholz (Lage) | Grenzstein Nr. 29     |         |           |                         |              |              |              |              |
|                     | Brandholz (Lage) | Grenzstein Nr. 30     |         |           |                         |              |              |              |              |
|                     | Brandholz (Lage) | Grenzstein Nr. 32     |         |           |                         |              |              |              |              |
|                     | Brandholz (Lage) | Grenzstein Nr. 33     |         |           |                         |              |              |              |              |
|                     | Brandholz (Lage) | Grenzstein Nr. 34     |         |           |                         |              |              |              |              |
|                     | Brandholz (Lage) | Grenzstein Nr. 35     |         |           |                         |              |              |              |              |

## Bretten/Stein/Wössingen
| Denkmallistennummer | Standort           | Bezeichnung           | gesetzt | Bemerkung | Bild Koordinaten (oben) | Bild Seite 1 | Bild Seite 2 | Bild Seite 3 | Bild Seite 4 |
| ------------------- | ------------------ | --------------------- | ------- | --------- | ----------------------- | ------------ | ------------ | ------------ | ------------ |
|                     | Großer Wald (Lage) | Grenzstein Nr. 28/100 |         |           |                         |              |              |              |              |

## Brötzingen (Pforzheim)/Ersingen
| Denkmallistennummer | Standort                          | Bezeichnung               | gesetzt | Bemerkung                                              | Bild Koordinaten (oben) | Bild Seite 1 | Bild Seite 2 | Bild Seite 3 | Bild Seite 4 |
| ------------------- | --------------------------------- | ------------------------- | ------- | ------------------------------------------------------ | ----------------------- | ------------ | ------------ | ------------ | ------------ |
|                     | Waldgebiet nördlich der A8 (Lage) | Grenzstein Nr. (1)54      |         | Grenzverlauf Brötzingen (Pforzheim)/Ersingen           |                         |              |              |              |              |
|                     | Waldgebiet nördlich der A8 (Lage) | Grenzstein Nr. 155/83     |         | Grenzverlauf Brötzingen (Pforzheim)/Ersingen           |                         |              |              |              |              |
|                     | Waldgebiet nördlich der A8 (Lage) | Grenzstein Nr. 156/84     |         | Grenzverlauf Brötzingen (Pforzheim)/Ersingen           |                         |              |              |              |              |
|                     | Waldgebiet nördlich der A8 (Lage) | Grenzstein Nr. 157/85     |         | Grenzverlauf Brötzingen (Pforzheim)/Ersingen           |                         |              |              |              |              |
|                     | Waldgebiet nördlich der A8 (Lage) | Grenzstein Nr. 158/86     |         | Grenzverlauf Brötzingen (Pforzheim)/Ersingen           |                         |              |              |              |              |
|                     | Waldgebiet nördlich der A8 (Lage) | Grenzstein Nr. 159/87     |         | Grenzverlauf Brötzingen (Pforzheim)/Ersingen           |                         |              |              |              |              |
|                     | Waldgebiet nördlich der A8 (Lage) | Grenzstein Nr. 160/88     |         | Grenzverlauf Brötzingen (Pforzheim)/Ersingen           |                         |              |              |              |              |
|                     | Waldgebiet nördlich der A8 (Lage) | Grenzstein Nr. 161/89     |         | Grenzverlauf Brötzingen (Pforzheim)/Ersingen           |                         |              |              |              |              |
|                     | Waldgebiet nördlich der A8 (Lage) | Grenzstein Nr. 162/90/131 |         | Grenzverlauf Brötzingen (Pforzheim)/Ersingen/Ispringen |                         |              |              |              |              |

## Brötzingen (Pforzheim)/Ispringen
| Denkmallistennummer | Standort                          | Bezeichnung            | gesetzt | Bemerkung                                     | Bild Koordinaten (oben) | Bild Seite 1 | Bild Seite 2 | Bild Seite 3 | Bild Seite 4 |
| ------------------- | --------------------------------- | ---------------------- | ------- | --------------------------------------------- | ----------------------- | ------------ | ------------ | ------------ | ------------ |
|                     | Waldgebiet nördlich der A8 (Lage) | Grenzstein Nr. 100/141 |         | Grenzverlauf Brötzingen (Pforzheim)/Ispringen |                         |              |              |              |              |
|                     | Waldgebiet nördlich der A8 (Lage) | Grenzstein Nr. 101/142 |         | Grenzverlauf Brötzingen (Pforzheim)/Ispringen |                         |              |              |              |              |
|                     | Waldgebiet nördlich der A8 (Lage) | Grenzstein Nr. 102/143 |         | Grenzverlauf Brötzingen (Pforzheim)/Ispringen |                         |              |              |              |              |
|                     | Waldgebiet nördlich der A8 (Lage) | Grenzstein Nr. 103/144 |         | Grenzverlauf Brötzingen (Pforzheim)/Ispringen |                         |              |              |              |              |
|                     | Waldgebiet nördlich der A8 (Lage) | Grenzstein Nr. 104/145 |         | Grenzverlauf Brötzingen (Pforzheim)/Ispringen |                         |              |              |              |              |
|                     | Waldgebiet nördlich der A8 (Lage) | Grenzstein Nr. 105/146 |         | Grenzverlauf Brötzingen (Pforzheim)/Ispringen |                         |              |              |              |              |
|                     | Waldgebiet nördlich der A8 (Lage) | Grenzstein Nr. 107/148 |         | Grenzverlauf Brötzingen (Pforzheim)/Ispringen |                         |              |              |              |              |
|                     | Waldgebiet nördlich der A8 (Lage) | Grenzstein Nr. 108/149 |         | Grenzverlauf Brötzingen (Pforzheim)/Ispringen |                         |              |              |              |              |
|                     | Waldgebiet nördlich der A8 (Lage) | Grenzstein Nr. 109/150 |         | Grenzverlauf Brötzingen (Pforzheim)/Ispringen |                         |              |              |              |              |
|                     | Waldgebiet nördlich der A8 (Lage) | Grenzstein Nr. 111/152 |         | Grenzverlauf Brötzingen (Pforzheim)/Ispringen |                         |              |              |              |              |
|                     | Waldgebiet nördlich der A8 (Lage) | Grenzstein Nr. 112/153 |         | Grenzverlauf Brötzingen (Pforzheim)/Ispringen |                         |              |              |              |              |
|                     | Waldgebiet nördlich der A8 (Lage) | Grenzstein Nr. 113/154 |         | Grenzverlauf Brötzingen (Pforzheim)/Ispringen |                         |              |              |              |              |

## Busenbach/Ettlingen
| Denkmallistennummer | Standort                   | Bezeichnung       | gesetzt | Bemerkung | Bild Koordinaten (oben) | Bild Seite 1 | Bild Seite 2 | Bild Seite 3 | Bild Seite 4 |
| ------------------- | -------------------------- | ----------------- | ------- | --------- | ----------------------- | ------------ | ------------ | ------------ | ------------ |
|                     | Stadtwald Ettlingen (Lage) | Grenzstein Nr. 69 |         |           |                         |              |              |              |              |

## Cleebronn/Eibensbach
| Denkmallistennummer | Standort                          | Bezeichnung        | gesetzt | Bemerkung | Bild Koordinaten (oben) | Bild Seite 1 | Bild Seite 2 | Bild Seite 3 | Bild Seite 4 |
| ------------------- | --------------------------------- | ------------------ | ------- | --------- | ----------------------- | ------------ | ------------ | ------------ | ------------ |
|                     | Steinhau/Östlicher Rennweg (Lage) | Grenzstein Nr. 133 |         |           |                         |              |              |              |              |

## Diefenbach/Schützingen
| Denkmallistennummer | Standort            | Bezeichnung          | gesetzt | Bemerkung                           | Bild Koordinaten (oben) | Bild Seite 1 | Bild Seite 2 | Bild Seite 3 | Bild Seite 4 |
| ------------------- | ------------------- | -------------------- | ------- | ----------------------------------- | ----------------------- | ------------ | ------------ | ------------ | ------------ |
|                     | Im Wald (Lage)      | Grenzstein Nr. 25/13 |         | Grenzverlauf Diefenbach/Schützingen |                         |              |              |              |              |
|                     | Im Wald (Lage)      | Grenzstein Nr. 26/12 |         | Grenzverlauf Diefenbach/Schützingen |                         |              |              |              |              |
|                     | Im Wald (Lage)      | Grenzstein Nr. 27    |         | Grenzverlauf Diefenbach/Schützingen |                         |              |              |              |              |
|                     | Streitenbach (Lage) | Grenzstein Nr. 28    |         | Grenzverlauf Diefenbach/Schützingen |                         |              |              |              |              |
|                     | Streitenbach (Lage) | Grenzstein Nr. 29    |         | Grenzverlauf Diefenbach/Schützingen |                         |              |              |              |              |
|                     | Streitenbach (Lage) | Grenzstein Nr. 30    |         | Grenzverlauf Diefenbach/Schützingen |                         |              |              |              |              |
|                     | Streitenbach (Lage) | Grenzstein Nr. 34/40 |         | Grenzverlauf Diefenbach/Schützingen |                         |              |              |              |              |
|                     | Gleichenberg (Lage) | Grenzstein Nr. 35    |         | Grenzverlauf Diefenbach/Schützingen |                         |              |              |              |              |
|                     | Gleichenberg (Lage) | Grenzstein Nr. 36    |         | Grenzverlauf Diefenbach/Schützingen |                         |              |              |              |              |

## Diefenbach (Sternenfels)/Zaberfeld
| Denkmallistennummer | Standort                       | Bezeichnung       | gesetzt | Bemerkung | Bild Koordinaten (oben) | Bild Seite 1 | Bild Seite 2 | Bild Seite 3 | Bild Seite 4 |
| ------------------- | ------------------------------ | ----------------- | ------- | --------- | ----------------------- | ------------ | ------------ | ------------ | ------------ |
|                     | Unweit der Metterquelle (Lage) | Grenzstein Nr. 68 |         |           |                         |              |              |              |              |

## Diefenbach/Zaisersweiher
| Denkmallistennummer | Standort                                     | Bezeichnung       | gesetzt | Bemerkung                             | Bild Koordinaten (oben) | Bild Seite 1 | Bild Seite 2 | Bild Seite 3 | Bild Seite 4 |
| ------------------- | -------------------------------------------- | ----------------- | ------- | ------------------------------------- | ----------------------- | ------------ | ------------ | ------------ | ------------ |
|                     | Mittlerer Mühlwand/Zaisersweiher Bach (Lage) | Grenzstein Nr. 77 | 1726    | Grenzverlauf Diefenbach/Zaisersweiher |                         |              |              |              |              |

## Dürrenbüchig/Rinklingen/Wössingen
| Denkmallistennummer | Standort                                 | Bezeichnung         | gesetzt | Bemerkung | Bild Koordinaten (oben) | Bild Seite 1 | Bild Seite 2 | Bild Seite 3 | Bild Seite 4 |
| ------------------- | ---------------------------------------- | ------------------- | ------- | --------- | ----------------------- | ------------ | ------------ | ------------ | ------------ |
|                     | Im Wald im Süden von Dürrenbüchig (Lage) | Grenzstein Nr. 1/12 |         |           |                         |              |              |              |              |

## Dürrenbüchig/Wössingen
| Denkmallistennummer | Standort             | Bezeichnung       | gesetzt | Bemerkung | Bild Koordinaten (oben) | Bild Seite 1 | Bild Seite 2 | Bild Seite 3 | Bild Seite 4 |
| ------------------- | -------------------- | ----------------- | ------- | --------- | ----------------------- | ------------ | ------------ | ------------ | ------------ |
|                     | Im Schloßwald (Lage) | Grenzstein Nr. 17 |         |           |                         |              |              |              |              |

## Ensingen
| Denkmallistennummer | Standort                  | Bezeichnung | gesetzt | Bemerkung | Bild Koordinaten (oben) | Bild Seite 1 | Bild Seite 2 | Bild Seite 3 | Bild Seite 4 |
| ------------------- | ------------------------- | ----------- | ------- | --------- | ----------------------- | ------------ | ------------ | ------------ | ------------ |
|                     | Burgrain/Eselsberg (Lage) | Grenzstein  |         |           |                         |              |              |              |              |
|                     | Burgrain/Eselsberg (Lage) | Grenzstein  |         |           |                         |              |              |              |              |
|                     | Burgrain/Eselsberg (Lage) | Grenzstein  |         |           |                         |              |              |              |              |
|                     | Burgrain/Eselsberg (Lage) | Grenzstein  |         |           |                         |              |              |              |              |
|                     | Burgrain/Eselsberg (Lage) | Grenzstein  |         |           |                         |              |              |              |              |
|                     | Burgrain/Eselsberg (Lage) | Grenzstein  |         |           |                         |              |              |              |              |

## Ensingen/Illingen
| Denkmallistennummer | Standort       | Bezeichnung            | gesetzt | Bemerkung                      | Bild Koordinaten (oben) | Bild Seite 1 | Bild Seite 2 | Bild Seite 3 | Bild Seite 4 |
| ------------------- | -------------- | ---------------------- | ------- | ------------------------------ | ----------------------- | ------------ | ------------ | ------------ | ------------ |
|                     | Im Wald (Lage) | Grenzstein Nr. 259/317 |         | Grenzverlauf Ensingen/Illingen |                         |              |              |              |              |
|                     | Im Wald (Lage) | Grenzstein Nr. 262/320 |         | Grenzverlauf Ensingen/Illingen |                         |              |              |              |              |
|                     | Im Wald (Lage) | Grenzstein Nr. 263/321 | 1796    | Grenzverlauf Ensingen/Illingen |                         |              |              |              |              |
|                     | Im Wald (Lage) | Grenzstein Nr. 264/322 |         | Grenzverlauf Ensingen/Illingen |                         |              |              |              |              |
|                     | Im Wald (Lage) | Grenzstein Nr. 265/323 |         | Grenzverlauf Ensingen/Illingen |                         |              |              |              |              |
| -                   | Im Wald (Lage) | Grenzstein Nr. 266/324 |         | Grenzverlauf Ensingen/Illingen |                         |              |              |              |              |
|                     | Im Wald (Lage) | Grenzstein Nr. 279/348 |         | Grenzverlauf Ensingen/Illingen |                         |              |              |              |              |

## Ensingen/Kleinglattbach
| Denkmallistennummer | Standort                   | Bezeichnung       | gesetzt | Bemerkung | Bild Koordinaten (oben) | Bild Seite 1 | Bild Seite 2 | Bild Seite 3 | Bild Seite 4 |
| ------------------- | -------------------------- | ----------------- | ------- | --------- | ----------------------- | ------------ | ------------ | ------------ | ------------ |
|                     | Nähe Fleckkelterweg (Lage) | Grenzstein Nr. 86 |         |           |                         |              |              |              |              |
|                     | Am Fleckkelterweg (Lage)   | Grenzstein Nr. 89 |         |           |                         |              |              |              |              |

## Erdmannhausen
| Denkmallistennummer | Standort               | Bezeichnung           | gesetzt | Bemerkung                               | Bild Koordinaten (oben) | Bild Seite 1 | Bild Seite 2 | Bild Seite 3 | Bild Seite 4 |
| ------------------- | ---------------------- | --------------------- | ------- | --------------------------------------- | ----------------------- | ------------ | ------------ | ------------ | ------------ |
|                     | Nähe Eichgraben        | Grenzstein Nr. 16     |         | Koordinaten sind nicht korrekt          |                         |              |              |              |              |
|                     | Nähe Eichgraben (Lage) | Grenzstein Nr. 17     |         |                                         |                         |              |              |              |              |
|                     | Nähe Eichgraben        | Grenzstein Nr. 18     |         | Koordinaten sind nicht korrekt          |                         |              |              |              |              |
|                     | Lemberg                | Grenzstein Nr. 49/269 |         | Grenzverlauf Affalterbach/Erdmannhausen |                         |              |              |              |              |
|                     | Lemberg                | Grenzstein Nr. 66     |         | Grenzverlauf Affalterbach/Erdmannhausen |                         |              |              |              |              |

## Erdmannhausen/Marbach am Neckar
| Denkmallistennummer | Standort                         | Bezeichnung          | gesetzt | Bemerkung                                    | Bild Koordinaten (oben) | Bild Seite 1 | Bild Seite 2 | Bild Seite 3 | Bild Seite 4 |
| ------------------- | -------------------------------- | -------------------- | ------- | -------------------------------------------- | ----------------------- | ------------ | ------------ | ------------ | ------------ |
|                     | Eichbach (Hardtwald) (Lage)      | Grenzstein Nr. 19    |         | Grenzverlauf Erdmannhausen/Marbach am Neckar |                         |              |              |              |              |
|                     | Nähe Bülzberg (Hardtwald) (Lage) | Grenzstein Nr. 27/95 |         | Grenzverlauf Erdmannhausen/Marbach am Neckar |                         |              |              |              |              |
|                     | Nähe Bülzberg (Hardtwald) (Lage) | Grenzstein Nr. 33    |         | Grenzverlauf Erdmannhausen/Marbach am Neckar |                         |              |              |              |              |

## Erdmannhausen/Pleidelsheim
| Denkmallistennummer | Standort                         | Bezeichnung          | gesetzt | Bemerkung                               | Bild Koordinaten (oben) | Bild Seite 1 | Bild Seite 2 | Bild Seite 3 | Bild Seite 4 |
| ------------------- | -------------------------------- | -------------------- | ------- | --------------------------------------- | ----------------------- | ------------ | ------------ | ------------ | ------------ |
|                     | Nähe Bülzberg (Hardtwald) (Lage) | Grenzstein Nr. 2/23  |         | Grenzverlauf Erdmannhausen/Pleidelsheim |                         |              |              |              |              |
|                     | Nähe Bülzberg (Hardtwald) (Lage) | Grenzstein Nr. 3/24  |         | Grenzverlauf Erdmannhausen/Pleidelsheim |                         |              |              |              |              |
|                     | Nähe Bülzberg (Hardtwald) (Lage) | Grenzstein Nr. 4/25  |         | Grenzverlauf Erdmannhausen/Pleidelsheim |                         |              |              |              |              |
| -                   | Nähe Bülzberg (Hardtwald) (Lage) | Grenzstein Nr. 5/26  |         | Grenzverlauf Erdmannhausen/Pleidelsheim |                         |              |              |              |              |
|                     | Nähe Bülzberg (Hardtwald) (Lage) | Grenzstein Nr. 7/28  |         | Grenzverlauf Erdmannhausen/Pleidelsheim |                         |              |              |              |              |
|                     | Nähe Bülzberg (Hardtwald) (Lage) | Grenzstein Nr. 8/29  |         | Grenzverlauf Erdmannhausen/Pleidelsheim |                         |              |              |              |              |
|                     | Nähe Bülzberg (Hardtwald) (Lage) | Grenzstein Nr. 9/30  |         | Grenzverlauf Erdmannhausen/Pleidelsheim |                         |              |              |              |              |
|                     | Nähe Bülzberg (Hardtwald) (Lage) | Grenzstein Nr. 10/31 |         | Grenzverlauf Erdmannhausen/Pleidelsheim |                         |              |              |              |              |
|                     | Nähe Bülzberg (Hardtwald) (Lage) | Grenzstein Nr. 11/32 |         | Grenzverlauf Erdmannhausen/Pleidelsheim |                         |              |              |              |              |
|                     | Nähe Bülzberg (Hardtwald) (Lage) | Grenzstein Nr. 12/33 |         | Grenzverlauf Erdmannhausen/Pleidelsheim |                         |              |              |              |              |
|                     | Nähe Bülzberg (Hardtwald) (Lage) | Grenzstein Nr. 13/34 |         | Grenzverlauf Erdmannhausen/Pleidelsheim |                         |              |              |              |              |

## Esslingen am Neckar/Ostfildern
| Denkmallistennummer | Standort           | Bezeichnung       | gesetzt | Bemerkung                                   | Bild Koordinaten (oben) | Bild Seite 1 | Bild Seite 2 | Bild Seite 3 | Bild Seite 4 |
| ------------------- | ------------------ | ----------------- | ------- | ------------------------------------------- | ----------------------- | ------------ | ------------ | ------------ | ------------ |
|                     | Klebwald (Lage)    | Grenzstein Nr. 36 |         | Grenzverlauf Esslingen am Neckar/Ostfildern |                         |              |              |              |              |
|                     | Klebwald (Lage)    | Grenzstein Nr. 37 |         | Grenzverlauf Esslingen am Neckar/Ostfildern |                         |              |              |              |              |
|                     | Klebwald (Lage)    | Grenzstein Nr. 39 |         | Grenzverlauf Esslingen am Neckar/Ostfildern |                         |              |              |              |              |
|                     | Klebwald (Lage)    | Grenzstein Nr. 40 |         | Grenzverlauf Esslingen am Neckar/Ostfildern |                         |              |              |              |              |
|                     | Klebwald (Lage)    | Grenzstein Nr. 42 |         | Grenzverlauf Esslingen am Neckar/Ostfildern |                         |              |              |              |              |
|                     | Weilerhalde (Lage) | Grenzstein (1)    |         | Grenzverlauf Esslingen am Neckar/Ostfildern |                         |              |              |              |              |
|                     | Weilerhalde (Lage) | Grenzstein (2)    |         | Grenzverlauf Esslingen am Neckar/Ostfildern |                         |              |              |              |              |
|                     | Weilerhalde (Lage) | Grenzstein (3)    |         | Grenzverlauf Esslingen am Neckar/Ostfildern |                         |              |              |              |              |

## Esslingen am Neckar/Stetten
| Denkmallistennummer | Standort                        | Bezeichnung       | gesetzt | Bemerkung                        | Bild Koordinaten (oben) | Bild Seite 1 | Bild Seite 2 | Bild Seite 3 | Bild Seite 4 |
| ------------------- | ------------------------------- | ----------------- | ------- | -------------------------------- | ----------------------- | ------------ | ------------ | ------------ | ------------ |
|                     | Im Waldgebiet Katzenkopf (Lage) | Grenzstein Nr. 59 |         | Grenzverlauf Wäldenbronn/Stetten |                         |              |              |              |              |
|                     | Im Waldgebiet Katzenkopf (Lage) | Grenzstein Nr. 63 | 1764    | Grenzverlauf Wäldenbronn/Stetten |                         |              |              |              |              |

## Eutingen/Niefern
| Denkmallistennummer | Standort                             | Bezeichnung            | gesetzt | Bemerkung | Bild Koordinaten (oben) | Bild Seite 1 | Bild Seite 2 | Bild Seite 3 | Bild Seite 4 |
| ------------------- | ------------------------------------ | ---------------------- | ------- | --------- | ----------------------- | ------------ | ------------ | ------------ | ------------ |
|                     | Im Wald im Süden von Eutingen (Lage) | Grenzstein Nr. 165/116 |         |           |                         |              |              |              |              |

## Flacht (Weissach)/Mönsheim
| Denkmallistennummer | Standort               | Bezeichnung       | gesetzt | Bemerkung                               | Bild Koordinaten (oben) | Bild Seite 1 | Bild Seite 2 | Bild Seite 3 | Bild Seite 4 |
| ------------------- | ---------------------- | ----------------- | ------- | --------------------------------------- | ----------------------- | ------------ | ------------ | ------------ | ------------ |
|                     | Iptinger Wäldle (Lage) | Grenzstein Nr. 21 |         | Grenzverlauf Flacht (Weissach)/Mönsheim |                         |              |              |              |              |
|                     | Iptinger Wäldle (Lage) | Grenzstein Nr. 22 |         | Grenzverlauf Flacht (Weissach)/Mönsheim |                         |              |              |              |              |
|                     | Iptinger Wäldle (Lage) | Grenzstein Nr. 23 |         | Grenzverlauf Flacht (Weissach)/Mönsheim |                         |              |              |              |              |
|                     | Iptinger Wäldle (Lage) | Grenzstein Nr. 24 |         | Grenzverlauf Flacht (Weissach)/Mönsheim |                         |              |              |              |              |

## Gündelbach/Illingen
| Denkmallistennummer | Standort       | Bezeichnung       | gesetzt | Bemerkung                        | Bild Koordinaten (oben) | Bild Seite 1 | Bild Seite 2 | Bild Seite 3 | Bild Seite 4 |
| ------------------- | -------------- | ----------------- | ------- | -------------------------------- | ----------------------- | ------------ | ------------ | ------------ | ------------ |
|                     | Im Wald (Lage) | Grenzstein Nr. 32 |         | Grenzverlauf Gündelbach/Illingen |                         |              |              |              |              |
|                     | Im Wald (Lage) | Grenzstein Nr. 25 |         | Grenzverlauf Gündelbach/Illingen |                         |              |              |              |              |
|                     | Im Wald (Lage) | Grenzstein Nr. 27 |         | Grenzverlauf Gündelbach/Illingen |                         |              |              |              |              |
|                     | Im Wald (Lage) | Grenzstein Nr. 28 |         | Grenzverlauf Gündelbach/Illingen |                         |              |              |              |              |
|                     | Im Wald (Lage) | Grenzstein Nr. 31 | 1795    | Grenzverlauf Gündelbach/Illingen |                         |              |              |              |              |
|                     | Im Wald        | Grenzstein Nr. 39 |         | Grenzverlauf Gündelbach/Illingen |                         |              |              |              |              |
|                     | Im Wald        | Grenzstein Nr. 40 |         | Grenzverlauf Gündelbach/Illingen |                         |              |              |              |              |
|                     | Im Wald (Lage) | Grenzstein Nr. 42 | 1696    | Grenzverlauf Gündelbach/Illingen |                         |              |              |              |              |
|                     | Im Wald (Lage) | Grenzstein Nr. 45 | 1626    | Grenzverlauf Gündelbach/Illingen |                         |              |              |              |              |
|                     | Im Wald (Lage) | Grenzstein Nr. 46 | 1696    | Grenzverlauf Gündelbach/Illingen |                         |              |              |              |              |

## Ensingen/Gündelbach
| Denkmallistennummer | Standort                         | Bezeichnung        | gesetzt | Bemerkung                        | Bild Koordinaten (oben) | Bild Seite 1 | Bild Seite 2 | Bild Seite 3 | Bild Seite 4 |
| ------------------- | -------------------------------- | ------------------ | ------- | -------------------------------- | ----------------------- | ------------ | ------------ | ------------ | ------------ |
|                     | Im Wald beim Schreckstein (Lage) | Grenzstein Nr. 60  |         | Grenzverlauf Ensingen/Gündelbach |                         |              |              |              |              |
|                     | Im Wald beim Schreckstein (Lage) | Grenzstein Nr. 24? |         | Grenzverlauf Ensingen/Gündelbach |                         |              |              |              |              |

## Freudental/Erligheim
| Denkmallistennummer | Standort            | Bezeichnung        | gesetzt | Bemerkung                         | Bild Koordinaten (oben) | Bild Seite 1 | Bild Seite 2 | Bild Seite 3 | Bild Seite 4 |
| ------------------- | ------------------- | ------------------ | ------- | --------------------------------- | ----------------------- | ------------ | ------------ | ------------ | ------------ |
|                     | Wolfsbergweg (Lage) | Grenzstein Nr. 240 |         | Grenzverlauf Erligheim/Freudental |                         |              |              |              |              |
|                     | Wolfsbergweg (Lage) | Grenzstein Nr. 256 |         | Grenzverlauf Erligheim/Freudental |                         |              |              |              |              |

## Großbottwar/Aspach
| Denkmallistennummer | Standort         | Bezeichnung          | gesetzt | Bemerkung                       | Bild Koordinaten (oben) | Bild Seite 1 | Bild Seite 2 | Bild Seite 3 | Bild Seite 4 |
| ------------------- | ---------------- | -------------------- | ------- | ------------------------------- | ----------------------- | ------------ | ------------ | ------------ | ------------ |
|                     | Hardtwald (Lage) | Grenzstein Nr. 93/21 |         | Grenzverlauf Großbottwar/Aspach |                         |              |              |              |              |
|                     | Hardtwald (Lage) | Grenzstein Nr. 22    |         | Grenzverlauf Großbottwar/Aspach |                         |              |              |              |              |
|                     | Hardtwald (Lage) | Grenzstein Nr. 57/91 |         | Grenzverlauf Großbottwar/Aspach |                         |              |              |              |              |

## Großbottwar/Murr
| Denkmallistennummer | Standort         | Bezeichnung       | gesetzt | Bemerkung                     | Bild Koordinaten (oben) | Bild Seite 1 | Bild Seite 2 | Bild Seite 3 | Bild Seite 4 |
| ------------------- | ---------------- | ----------------- | ------- | ----------------------------- | ----------------------- | ------------ | ------------ | ------------ | ------------ |
|                     | Hardtwald (Lage) | Grenzstein Nr. 31 |         | Grenzverlauf Großbottwar/Murr |                         |              |              |              |              |
|                     | Hardtwald (Lage) | Grenzstein Nr. 33 |         | Grenzverlauf Großbottwar/Murr |                         |              |              |              |              |
|                     | Hardtwald (Lage) | Grenzstein Nr. 34 |         | Grenzverlauf Großbottwar/Murr |                         |              |              |              |              |
|                     | Hardtwald (Lage) | Grenzstein Nr. 35 |         | Grenzverlauf Großbottwar/Murr |                         |              |              |              |              |
|                     | Hardtwald (Lage) | Grenzstein Nr. 36 |         | Grenzverlauf Großbottwar/Murr |                         |              |              |              |              |
| -                   | Hardtwald (Lage) | Grenzstein Nr. 74 |         | Grenzverlauf Großbottwar/Murr |                         |              |              |              |              |

## Großbottwar/Neckarwestheim
| Denkmallistennummer | Standort                  | Bezeichnung       | gesetzt | Bemerkung | Bild Koordinaten (oben) | Bild Seite 1 | Bild Seite 2 | Bild Seite 3 | Bild Seite 4 |
| ------------------- | ------------------------- | ----------------- | ------- | --------- | ----------------------- | ------------ | ------------ | ------------ | ------------ |
|                     | Seebrunnenbachwald (Lage) | Grenzstein Nr. 29 |         |           |                         |              |              |              |              |
|                     | Seebrunnenbachwald (Lage) | Grenzstein Nr. 31 |         |           |                         |              |              |              |              |

## Großbottwar/Steinheim an der Murr
| Denkmallistennummer | Standort         | Bezeichnung             | gesetzt | Bemerkung                                      | Bild Koordinaten (oben) | Bild Seite 1 | Bild Seite 2 | Bild Seite 3 | Bild Seite 4 |
| ------------------- | ---------------- | ----------------------- | ------- | ---------------------------------------------- | ----------------------- | ------------ | ------------ | ------------ | ------------ |
|                     | Hardtwald (Lage) | Grenzstein Nr. 53       |         | Grenzverlauf Großbottwar/Steinheim an der Murr |                         |              |              |              |              |
|                     | Hardtwald (Lage) | Grenzstein Nr. 20/17/24 |         | Grenzverlauf Großbottwar/Steinheim an der Murr |                         |              |              |              |              |
|                     | Hardtwald (Lage) | Grenzstein Nr. 54/297   |         | Grenzverlauf Großbottwar/Steinheim an der Murr |                         |              |              |              |              |
|                     | Hardtwald (Lage) | Grenzstein Nr. 55       |         | Grenzverlauf Großbottwar/Steinheim an der Murr |                         |              |              |              |              |
|                     | Hardtwald (Lage) | Grenzstein Nr. 56/295   |         | Grenzverlauf Großbottwar/Steinheim an der Murr |                         |              |              |              |              |

## Gündelbach/Horrheim
| Denkmallistennummer | Standort                            | Bezeichnung           | gesetzt | Bemerkung                        | Bild Koordinaten (oben) | Bild Seite 1 | Bild Seite 2 | Bild Seite 3 | Bild Seite 4 |
| ------------------- | ----------------------------------- | --------------------- | ------- | -------------------------------- | ----------------------- | ------------ | ------------ | ------------ | ------------ |
|                     | Im Wald um den Hamberg herum (Lage) | Grenzstein            |         | Grenzverlauf Gündelbach/Horrheim |                         |              |              |              |              |
|                     | Im Wald um den Hamberg herum (Lage) | Grenzstein Nr. 33/160 | 1758    | Grenzverlauf Gündelbach/Horrheim |                         |              |              |              |              |

## Gündelbach/Schützingen
| Denkmallistennummer | Standort                         | Bezeichnung            | gesetzt | Bemerkung                           | Bild Koordinaten (oben) | Bild Seite 1 | Bild Seite 2 | Bild Seite 3 | Bild Seite 4 |
| ------------------- | -------------------------------- | ---------------------- | ------- | ----------------------------------- | ----------------------- | ------------ | ------------ | ------------ | ------------ |
|                     | Im Wald beim Schreckstein (Lage) | Grenzstein Nr. 5/6/191 | 1667    | Grenzverlauf Gündelbach/Schützingen |                         |              |              |              |              |

## Häfnerhaslach
| Denkmallistennummer | Standort       | Bezeichnung       | gesetzt | Bemerkung | Bild Koordinaten (oben) | Bild Seite 1 | Bild Seite 2 | Bild Seite 3 | Bild Seite 4 |
| ------------------- | -------------- | ----------------- | ------- | --------- | ----------------------- | ------------ | ------------ | ------------ | ------------ |
|                     | Feukopf (Lage) | Grenzstein Nr. 34 |         |           |                         |              |              |              |              |
|                     | Feukopf (Lage) | Grenzstein Nr. 35 |         |           |                         |              |              |              |              |
|                     | Feukopf (Lage) | Grenzstein Nr. 38 |         |           |                         |              |              |              |              |

## Häfnerhaslach/Diefenbach (Sternenfels)
| Denkmallistennummer | Standort                    | Bezeichnung               | gesetzt | Bemerkung | Bild Koordinaten (oben) | Bild Seite 1 | Bild Seite 2 | Bild Seite 3 | Bild Seite 4 |
| ------------------- | --------------------------- | ------------------------- | ------- | --------- | ----------------------- | ------------ | ------------ | ------------ | ------------ |
|                     | Sulzebeneweg (Lage)         | Grenzstein Nr. 1          |         |           |                         |              |              |              |              |
|                     | Sulzebeneweg (Lage)         | Grenzstein Nr. 1          |         |           |                         |              |              |              |              |
|                     | Sulzebeneweg (Lage)         | Grenzstein Nr. 86         |         |           |                         |              |              |              |              |
|                     | Sulzebeneweg (Lage)         | Grenzstein Nr. 42         |         |           |                         |              |              |              |              |
|                     | Wald (Lage)                 | Grenzstein Nr. 39/49      |         |           |                         |              |              |              |              |
|                     | Wald (Lage)                 | Grenzstein Nr. 20/135/114 |         |           |                         |              |              |              |              |
|                     | Wald (Lage)                 | Grenzstein Nr. 21/134/115 |         |           |                         |              |              |              |              |
|                     | Wald (Lage)                 | Grenzstein Nr. 22/133 1/2 |         |           |                         |              |              |              |              |
|                     | Wald (Lage)                 | Grenzstein Nr. 1/28       |         |           |                         |              |              |              |              |
|                     | Wald (Lage)                 | Grenzstein Nr. 2/29       |         |           |                         |              |              |              |              |
|                     | Wald (Lage)                 | Grenzstein Nr. 4/31       |         |           |                         |              |              |              |              |
|                     | Wald (Lage)                 | Grenzstein Nr. 6/33       | 1728    |           |                         |              |              |              |              |
|                     | Wald (Lage)                 | Grenzstein Nr. 7/34       |         |           |                         |              |              |              |              |
|                     | Wald (Lage)                 | Grenzstein Nr. 38/130     |         |           |                         |              |              |              |              |
|                     | Wald (Lage)                 | Grenzstein Nr. 23         |         |           |                         |              |              |              |              |
|                     | Oberer Streichertweg (Lage) | Grenzstein                |         |           |                         |              |              |              |              |
|                     | Oberer Streichertweg (Lage) | Grenzstein Nr. 34/83/86   |         |           |                         |              |              |              |              |

## Häfnerhaslach/Leonbronn
| Denkmallistennummer | Standort                      | Bezeichnung       | gesetzt | Bemerkung | Bild Koordinaten (oben) | Bild Seite 1 | Bild Seite 2 | Bild Seite 3 | Bild Seite 4 |
| ------------------- | ----------------------------- | ----------------- | ------- | --------- | ----------------------- | ------------ | ------------ | ------------ | ------------ |
|                     | Häfnerhaslach Nordwest (Lage) | Grenzstein Nr. 80 |         |           |                         |              |              |              |              |

## Häfnerhaslach/Ochsenbach
| Denkmallistennummer | Standort           | Bezeichnung           | gesetzt | Bemerkung | Bild Koordinaten (oben) | Bild Seite 1 | Bild Seite 2 | Bild Seite 3 | Bild Seite 4 |
| ------------------- | ------------------ | --------------------- | ------- | --------- | ----------------------- | ------------ | ------------ | ------------ | ------------ |
|                     | Schlierkopf (Lage) | Grenzstein Nr. 44     |         |           |                         |              |              |              |              |
|                     | Schlierkopf (Lage) | Grenzstein Nr. 45     |         |           |                         |              |              |              |              |
|                     | Schlierkopf (Lage) | Grenzstein Nr. 47     |         |           |                         |              |              |              |              |
|                     | Schlierkopf (Lage) | Grenzstein Nr. 48     |         |           |                         |              |              |              |              |
|                     | Schlierkopf (Lage) | Grenzstein Nr. 50     |         |           |                         |              |              |              |              |
|                     | Schlierkopf (Lage) | Grenzstein Nr. 69     |         |           |                         |              |              |              |              |
|                     | Schlierkopf (Lage) | Grenzstein Nr. 70     |         |           |                         |              |              |              |              |
|                     | Schlierkopf (Lage) | Grenzstein Nr. 71     |         |           |                         |              |              |              |              |
|                     | Schlierkopf (Lage) | Grenzstein Nr. 91/363 |         |           |                         |              |              |              |              |
|                     | Schlierkopf (Lage) | Grenzstein Nr. 82/371 |         |           |                         |              |              |              |              |
|                     | Schlierkopf (Lage) | Grenzstein Nr. 83/370 |         |           |                         |              |              |              |              |

## Häfnerhaslach/Pfaffenhofen
| Denkmallistennummer | Standort           | Bezeichnung        | gesetzt | Bemerkung | Bild Koordinaten (oben) | Bild Seite 1 | Bild Seite 2 | Bild Seite 3 | Bild Seite 4 |
| ------------------- | ------------------ | ------------------ | ------- | --------- | ----------------------- | ------------ | ------------ | ------------ | ------------ |
|                     | Schlierkopf (Lage) | Grenzstein Nr. 357 |         |           |                         |              |              |              |              |

## Häfnerhaslach/Zaberfeld
| Denkmallistennummer | Standort       | Bezeichnung        | gesetzt | Bemerkung | Bild Koordinaten (oben) | Bild Seite 1 | Bild Seite 2 | Bild Seite 3 | Bild Seite 4 |
| ------------------- | -------------- | ------------------ | ------- | --------- | ----------------------- | ------------ | ------------ | ------------ | ------------ |
|                     | Feukopf (Lage) | Grenzstein Nr. 306 |         |           |                         |              |              |              |              |

## Herrenberg
| Denkmallistennummer | Standort                               | Bezeichnung       | gesetzt | Bemerkung                         | Bild Koordinaten (oben) | Bild Seite 1 | Bild Seite 2 | Bild Seite 3 | Bild Seite 4 |
| ------------------- | -------------------------------------- | ----------------- | ------- | --------------------------------- | ----------------------- | ------------ | ------------ | ------------ | ------------ |
|                     | Im Wald nördlich von Herrenberg (Lage) | Grenzstein Nr. 82 |         | Grenzverlauf Herrenberg/Nufringen |                         |              |              |              |              |

## Hessigheim/Ingersheim
| Denkmallistennummer | Standort        | Bezeichnung           | gesetzt | Bemerkung                          | Bild Koordinaten (oben) | Bild Seite 1 | Bild Seite 2 | Bild Seite 3 | Bild Seite 4 |
| ------------------- | --------------- | --------------------- | ------- | ---------------------------------- | ----------------------- | ------------ | ------------ | ------------ | ------------ |
|                     | Hartwald (Lage) | Grenzstein Nr. 71     |         | Grenzverlauf Hessigheim/Ingersheim |                         |              |              |              |              |
|                     | Hartwald (Lage) | Grenzstein Nr. 82     |         | Grenzverlauf Hessigheim/Ingersheim |                         |              |              |              |              |
|                     | Hartwald (Lage) | Grenzstein Nr. 84/223 |         | Grenzverlauf Hessigheim/Ingersheim |                         |              |              |              |              |
|                     | Hartwald (Lage) | Grenzstein Nr. 100    |         | Grenzverlauf Hessigheim/Ingersheim |                         |              |              |              |              |
|                     | Hartwald (Lage) | Grenzstein Nr. 228    |         | Grenzverlauf Hessigheim/Ingersheim |                         |              |              |              |              |

## Hochdorf (Remseck)
| Denkmallistennummer | Standort                   | Bezeichnung      | gesetzt | Bemerkung | Bild Koordinaten (oben) | Bild Seite 1 | Bild Seite 2 | Bild Seite 3 | Bild Seite 4 |
| ------------------- | -------------------------- | ---------------- | ------- | --------- | ----------------------- | ------------ | ------------ | ------------ | ------------ |
|                     | Unweit des Lembachs (Lage) | Grenzstein (1)   |         |           |                         |              |              |              |              |
|                     | Unweit des Lembachs (Lage) | Grenzstein (2)   |         |           |                         |              |              |              |              |
|                     | Unweit des Lembachs (Lage) | Grenzstein Nr. 3 |         |           |                         |              |              |              |              |
|                     | Unweit des Lembachs (Lage) | Grenzstein Nr. 4 |         |           |                         |              |              |              |              |

## Hochdorf (Remseck)/Bittenfeld
| Denkmallistennummer | Standort                    | Bezeichnung       | gesetzt | Bemerkung                                  | Bild Koordinaten (oben) | Bild Seite 1 | Bild Seite 2 | Bild Seite 3 | Bild Seite 4 |
| ------------------- | --------------------------- | ----------------- | ------- | ------------------------------------------ | ----------------------- | ------------ | ------------ | ------------ | ------------ |
|                     | Greutleswald (Löhle) (Lage) | Grenzstein Nr. 46 | 1765    | Grenzverlauf Hochdorf (Remseck)/Bittenfeld |                         |              |              |              |              |

## Hohenhaslach/Horrheim
| Denkmallistennummer | Standort                   | Bezeichnung           | gesetzt | Bemerkung                          | Bild Koordinaten (oben) | Bild Seite 1 | Bild Seite 2 | Bild Seite 3 | Bild Seite 4 |
| ------------------- | -------------------------- | --------------------- | ------- | ---------------------------------- | ----------------------- | ------------ | ------------ | ------------ | ------------ |
|                     | Rennweg Baiselsberg (Lage) | Grenzstein Nr. 61     |         | Grenzverlauf Hohenhaslach/Horrheim |                         |              |              |              |              |
|                     | Rennweg Baiselsberg (Lage) | Grenzstein Nr. 67/127 |         | Grenzverlauf Hohenhaslach/Horrheim |                         |              |              |              |              |
|                     | Rennweg Baiselsberg (Lage) | Grenzstein Nr. 69/125 |         | Grenzverlauf Hohenhaslach/Horrheim |                         |              |              |              |              |
|                     | Rennweg Baiselsberg (Lage) | Grenzstein Nr. 74     |         | Grenzverlauf Hohenhaslach/Horrheim |                         |              |              |              |              |

## Illingen
| Denkmallistennummer | Standort                                          | Bezeichnung               | gesetzt | Bemerkung                                            | Bild Koordinaten (oben) | Bild Seite 1 | Bild Seite 2 | Bild Seite 3 | Bild Seite 4 |
| ------------------- | ------------------------------------------------- | ------------------------- | ------- | ---------------------------------------------------- | ----------------------- | ------------ | ------------ | ------------ | ------------ |
|                     | Burgberg (Lage)                                   | Grenzstein Nr. 8          |         | Waldgrenzstein Illingen                              |                         |              |              |              |              |
|                     | Burgberg (Lage)                                   | Grenzstein Nr. 9          |         | Waldgrenzstein Illingen                              |                         |              |              |              |              |
|                     | Burgberg (Lage)                                   | Grenzstein Nr. 12         | 1496    | Waldgrenzstein Illingen                              |                         |              |              |              |              |
|                     | Burgberg (Lage)                                   | Grenzstein Nr. 13/14      |         | Waldgrenzstein Illingen                              |                         |              |              |              |              |
|                     | Burgberg (Lage)                                   | Grenzstein Nr. 15         |         | Waldgrenzstein Illingen                              |                         |              |              |              |              |
|                     | Burgberg (Lage)                                   | Grenzstein Nr. 16         | 1496    | Waldgrenzstein Illingen                              |                         |              |              |              |              |
|                     | Burgberg (Lage)                                   | Grenzstein Nr. 17         | 1496    | Waldgrenzstein Illingen                              |                         |              |              |              |              |
|                     | Burgberg (Lage)                                   | Grenzstein Nr. 18 oder 19 |         | Waldgrenzstein Illingen                              |                         |              |              |              |              |
|                     | Burgberg (Lage)                                   | Grenzstein Nr. 20         | 1496    | Waldgrenzstein Illingen                              |                         |              |              |              |              |
|                     | Burgberg (Lage)                                   | Grenzstein Nr. 21         |         | Waldgrenzstein Illingen                              |                         |              |              |              |              |
|                     | Burgberg (Lage)                                   | Grenzstein Nr. 22         |         | Waldgrenzstein Illingen                              |                         |              |              |              |              |
|                     | Burgberg (Lage)                                   | Grenzstein Nr. 22 1/2     |         | Waldgrenzstein Illingen                              |                         |              |              |              |              |
|                     | Zwischen Schützinger Weg und Zachersklinge (Lage) | Grenzstein Nr. 262        |         | Waldgrenzstein Illingen                              |                         |              |              |              |              |
|                     | Zwischen Schützinger Weg und Zachersklinge (Lage) | Grenzstein Nr. 263        |         | Waldgrenzstein Illingen                              |                         |              |              |              |              |
|                     | Zwischen Schützinger Weg und Zachersklinge (Lage) | Grenzstein Nr. 264        |         | Waldgrenzstein Illingen                              |                         |              |              |              |              |
|                     | Zwischen Schützinger Weg und Zachersklinge (Lage) | Grenzstein Nr. 265        |         | Waldgrenzstein Illingen                              |                         |              |              |              |              |
|                     | Zwischen Schützinger Weg und Zachersklinge (Lage) | Grenzstein Nr. 266        |         | Waldgrenzstein Illingen                              |                         |              |              |              |              |
|                     | Zwischen Schützinger Weg und Zachersklinge (Lage) | Grenzstein Nr. 267        |         | Waldgrenzstein Illingen                              |                         |              |              |              |              |
|                     | Zwischen Schützinger Weg und Zachersklinge (Lage) | Grenzstein Nr. 268        |         | Waldgrenzstein Illingen                              |                         |              |              |              |              |
|                     | Zwischen Schützinger Weg und Zachersklinge (Lage) | Grenzstein Nr. 269        |         | Waldgrenzstein Illingen                              |                         |              |              |              |              |
|                     | Zwischen Schützinger Weg und Zachersklinge (Lage) | Grenzstein Nr. 270        |         | Waldgrenzstein Illingen                              |                         |              |              |              |              |
|                     | Zwischen Schützinger Weg und Zachersklinge (Lage) | Grenzstein Nr. 271        |         | Waldgrenzstein Illingen                              |                         |              |              |              |              |
|                     | Zwischen Schützinger Weg und Zachersklinge (Lage) | Grenzstein Nr. 272        |         | Waldgrenzstein Illingen                              |                         |              |              |              |              |
|                     | Zwischen Schützinger Weg und Zachersklinge (Lage) | Grenzstein Nr. 273        |         | Waldgrenzstein Illingen                              |                         |              |              |              |              |
|                     | Zwischen Schützinger Weg und Zachersklinge (Lage) | Grenzstein Nr. 274        |         | Waldgrenzstein Illingen                              |                         |              |              |              |              |
|                     | Waldgebiet Schreckstein (Lage)                    | Grenzstein Nr. 275        | 1782    | Waldgrenzstein Illingen                              |                         |              |              |              |              |
|                     | Zwischen Schützinger Weg und Schreckstein (Lage)  | Grenzstein Nr. 276        |         | Waldgrenzstein Illingen                              |                         |              |              |              |              |
|                     | Waldgebiet Schreckstein (Lage)                    | Grenzstein Nr. 277        | 1784    | Waldgrenzstein Illingen                              |                         |              |              |              |              |
|                     | Waldgebiet Schreckstein (Lage)                    | Grenzstein Nr. 278        |         | Waldgrenzstein Illingen                              |                         |              |              |              |              |
|                     | Waldgebiet Schreckstein (Lage)                    | Grenzstein Nr. 280        |         | Waldgrenzstein Illingen                              |                         |              |              |              |              |
|                     | Waldgebiet Schreckstein (Lage)                    | Grenzstein Nr. 281        |         | Waldgrenzstein Illingen                              |                         |              |              |              |              |
|                     | Waldgebiet Schreckstein (Lage)                    | Grenzstein Nr. 282        |         | Waldgrenzstein Illingen                              |                         |              |              |              |              |
|                     | Zwischen Schützinger Weg und Schreckstein (Lage)  | Grenzstein Nr. 283        |         | Waldgrenzstein Illingen                              |                         |              |              |              |              |
|                     | Waldgebiet Schreckstein (Lage)                    | Grenzstein Nr. 284        |         | Waldgrenzstein Illingen                              |                         |              |              |              |              |
|                     | Zwischen Schützinger Weg und Schreckstein (Lage)  | Grenzstein Nr. 287        |         | Vermutlich Nr. 287 – Zustand hat sich verschlechtert |                         |              |              |              |              |
|                     | Waldgebiet Schreckstein (Lage)                    | Grenzstein Nr. 287        |         | Waldgrenzstein Illingen                              |                         |              |              |              |              |
|                     | Waldgebiet Schreckstein (Lage)                    | Grenzstein Nr. 288        |         | Waldgrenzstein Illingen                              |                         |              |              |              |              |
|                     | Zwischen Schützinger Weg und Schreckstein (Lage)  | Grenzstein Nr. 289        |         | Waldgrenzstein Illingen                              |                         |              |              |              |              |
|                     | Waldgebiet südlich von Schützingen (Lage)         | Grenzstein ohne Nr.       |         | Waldgrenzstein Illingen                              |                         |              |              |              |              |
|                     | Waldgebiet südlich von Schützingen (Lage)         | Grenzstein Nr. 52         |         | Waldgrenzstein Illingen                              |                         |              |              |              |              |
|                     | Waldgebiet südlich von Schützingen (Lage)         | Grenzstein ohne Nr.       |         | Waldgrenzstein Illingen                              |                         |              |              |              |              |
|                     | Waldgebiet südlich von Schützingen (Lage)         | Grenzstein ohne Nr.       |         | Waldgrenzstein Illingen                              |                         |              |              |              |              |
|                     | Waldgebiet südlich von Schützingen (Lage)         | Grenzstein ohne Nr.       |         | Waldgrenzstein Illingen                              |                         |              |              |              |              |
|                     | Waldrand/Wiese an der Ensinger Straße (Lage)      | Grenzstein Nr. 146        | 1783    | Waldgrenzstein Illingen                              |                         |              |              |              |              |

## Illingen/Lienzingen
| Denkmallistennummer | Standort                      | Bezeichnung            | gesetzt | Bemerkung                        | Bild Koordinaten (oben) | Bild Seite 1 | Bild Seite 2 | Bild Seite 3 | Bild Seite 4 |
| ------------------- | ----------------------------- | ---------------------- | ------- | -------------------------------- | ----------------------- | ------------ | ------------ | ------------ | ------------ |
|                     | Burgberg (Lage)               | Grenzstein Nr. 154/118 |         | Grenzverlauf Illingen/Lienzingen |                         |              |              |              |              |
|                     | Burgberg (Lage)               | Grenzstein Nr. 156     |         | Grenzverlauf Illingen/Lienzingen |                         |              |              |              |              |
|                     | Burgberg (Lage)               | Grenzstein Nr. 158/83  |         | Grenzverlauf Illingen/Lienzingen |                         |              |              |              |              |
|                     | Burgberg (Lage)               | Grenzstein Nr. 182     |         | Grenzverlauf Illingen/Lienzingen |                         |              |              |              |              |
|                     | Burgberg (Lage)               | Grenzstein Nr. 183     |         | Grenzverlauf Illingen/Lienzingen |                         |              |              |              |              |
|                     | Burgberg (Lage)               | Grenzstein Nr. 184     |         | Grenzverlauf Illingen/Lienzingen |                         |              |              |              |              |
|                     | Burgberg (Lage)               | Grenzstein Nr. 185     |         | Grenzverlauf Illingen/Lienzingen |                         |              |              |              |              |
|                     | Lienzingen nordöstlich (Lage) | Grenzstein Nr. 34      |         | Grenzverlauf Illingen/Lienzingen |                         |              |              |              |              |
|                     | Lienzingen nordöstlich (Lage) | Grenzstein Nr. 6       |         | Grenzverlauf Illingen/Lienzingen |                         |              |              |              |              |

## Illingen/Schützingen
| Denkmallistennummer | Standort                       | Bezeichnung                | gesetzt | Bemerkung                         | Bild Koordinaten (oben) | Bild Seite 1 | Bild Seite 2 | Bild Seite 3 | Bild Seite 4 |
| ------------------- | ------------------------------ | -------------------------- | ------- | --------------------------------- | ----------------------- | ------------ | ------------ | ------------ | ------------ |
|                     | Burgberg (Lage)                | Grenzstein Nr. 30/85       |         | Grenzverlauf Illingen/Schützingen |                         |              |              |              |              |
|                     | Burgberg (Lage)                | Grenzstein Nr. 125         | 1798    | Grenzverlauf Illingen/Schützingen |                         |              |              |              |              |
|                     | Burgberg (Lage)                | Grenzstein                 |         | Grenzverlauf Illingen/Schützingen |                         |              |              |              |              |
|                     | Burgberg (Lage)                | Grenzstein                 |         | Grenzverlauf Illingen/Schützingen |                         |              |              |              |              |
|                     | Burgberg (Lage)                | Grenzstein Nr. 130/92/24   |         | Grenzverlauf Illingen/Schützingen |                         |              |              |              |              |
|                     | Burgberg (Lage)                | Grenzstein Nr. 131/93/23   | 1496    | Grenzverlauf Illingen/Schützingen |                         |              |              |              |              |
|                     | Burgberg (Lage)                | Grenzstein Nr. 133/95      |         | Grenzverlauf Illingen/Schützingen |                         |              |              |              |              |
|                     | Burgberg (Lage)                | Grenzstein Nr. 128/138     |         | Grenzverlauf Illingen/Schützingen |                         |              |              |              |              |
|                     | Burgberg (Lage)                | Grenzstein Nr. 126/140     |         | Grenzverlauf Illingen/Schützingen |                         |              |              |              |              |
|                     | Burgberg (Lage)                | Grenzstein Nr. 125/141/103 |         | Grenzverlauf Illingen/Schützingen |                         |              |              |              |              |
|                     | Burgberg (Lage)                | Grenzstein Nr. 124/142/105 |         | Grenzverlauf Illingen/Schützingen |                         |              |              |              |              |
|                     | Burgberg (Lage)                | Grenzstein Nr. 123         |         | Grenzverlauf Illingen/Schützingen |                         |              |              |              |              |
|                     | Burgberg (Lage)                | Grenzstein Nr. 120/146/109 |         | Grenzverlauf Illingen/Schützingen |                         |              |              |              |              |
|                     | Burgberg (Lage)                | Grenzstein Nr. 119/147     |         | Grenzverlauf Illingen/Schützingen |                         |              |              |              |              |
|                     | Burgberg (Lage)                | Grenzstein Nr. 156         |         | Grenzverlauf Illingen/Schützingen |                         |              |              |              |              |
|                     | Waldgebiet Schreckstein (Lage) | Grenzstein Nr. 95/144      | 1787    | Grenzverlauf Illingen/Schützingen |                         |              |              |              |              |

## Ingersheim/Besigheim
| Denkmallistennummer | Standort        | Bezeichnung        | gesetzt | Bemerkung                         | Bild Koordinaten (oben) | Bild Seite 1 | Bild Seite 2 | Bild Seite 3 | Bild Seite 4 |
| ------------------- | --------------- | ------------------ | ------- | --------------------------------- | ----------------------- | ------------ | ------------ | ------------ | ------------ |
|                     | Hartwald (Lage) | Grenzstein Nr. 203 |         | Grenzverlauf Besigheim/Ingersheim |                         |              |              |              |              |
|                     | Hartwald (Lage) | Grenzstein         |         | Grenzverlauf Besigheim/Ingersheim |                         |              |              |              |              |

## Iptingen/Weissach
| Denkmallistennummer | Standort         | Bezeichnung        | gesetzt | Bemerkung                      | Bild Koordinaten (oben) | Bild Seite 1 | Bild Seite 2 | Bild Seite 3 | Bild Seite 4 |
| ------------------- | ---------------- | ------------------ | ------- | ------------------------------ | ----------------------- | ------------ | ------------ | ------------ | ------------ |
|                     | Buchhalde (Lage) | Grenzstein Nr. 155 |         | Grenzverlauf Iptingen/Weissach |                         |              |              |              |              |
|                     | Buchhalde (Lage) | Grenzstein Nr. 158 |         | Grenzverlauf Iptingen/Weissach |                         |              |              |              |              |
|                     | Buchhalde (Lage) | Grenzstein         |         | Grenzverlauf Iptingen/Weissach |                         |              |              |              |              |
|                     | Buchhalde (Lage) | Grenzstein         |         | Grenzverlauf Iptingen/Weissach |                         |              |              |              |              |

## Ispringen/Ersingen
| Denkmallistennummer | Standort         | Bezeichnung           | gesetzt | Bemerkung                       | Bild Koordinaten (oben) | Bild Seite 1 | Bild Seite 2 | Bild Seite 3 | Bild Seite 4 |
| ------------------- | ---------------- | --------------------- | ------- | ------------------------------- | ----------------------- | ------------ | ------------ | ------------ | ------------ |
|                     | Kirchberg (Lage) | Grenzstein            |         | Grenzverlauf Ispringen/Ersingen |                         |              |              |              |              |
|                     | Kirchberg (Lage) | Grenzstein Nr. 31     |         | Grenzverlauf Ispringen/Ersingen |                         |              |              |              |              |
|                     | Kirchberg (Lage) | Grenzstein Nr. 33/125 |         | Grenzverlauf Ispringen/Ersingen |                         |              |              |              |              |
|                     | Kirchberg (Lage) | Grenzstein Nr. 34/124 |         | Grenzverlauf Ispringen/Ersingen |                         |              |              |              |              |
|                     | Kirchberg (Lage) | Grenzstein Nr. 35/123 |         | Grenzverlauf Ispringen/Ersingen |                         |              |              |              |              |
|                     | Kirchberg (Lage) | Grenzstein Nr. 36/122 |         | Grenzverlauf Ispringen/Ersingen |                         |              |              |              |              |
|                     | Kirchberg (Lage) | Grenzstein Nr. 38/120 |         | Grenzverlauf Ispringen/Ersingen |                         |              |              |              |              |
|                     | Kirchberg (Lage) | Grenzstein Nr. 40/118 |         | Grenzverlauf Ispringen/Ersingen |                         |              |              |              |              |
|                     | Kirchberg (Lage) | Grenzstein Nr. 43/115 |         | Grenzverlauf Ispringen/Ersingen |                         |              |              |              |              |

## Karlsruhe
| Denkmallistennummer | Standort                             | Bezeichnung          | gesetzt | Bemerkung | Bild Koordinaten (oben) | Bild Seite 1 | Bild Seite 2 | Bild Seite 3 | Bild Seite 4 |
| ------------------- | ------------------------------------ | -------------------- | ------- | --------- | ----------------------- | ------------ | ------------ | ------------ | ------------ |
|                     | Im Oberwald am Wasserwerkberg (Lage) | Grenzstein Nr. 65/46 |         |           |                         |              |              |              |              |
|                     | Im Oberwald am Wasserwerkberg (Lage) | Grenzstein           |         |           |                         |              |              |              |              |
|                     | Im Oberwald am Wasserwerkberg (Lage) | Grenzstein           |         |           |                         |              |              |              |              |
|                     | Im Oberwald am Wasserwerkberg (Lage) | Grenzstein           |         |           |                         |              |              |              |              |
|                     | Im Oberwald am Wasserwerkberg (Lage) | Grenzstein           |         |           |                         |              |              |              |              |

## Kleinglattbach
| Denkmallistennummer | Standort          | Bezeichnung             | gesetzt | Bemerkung | Bild Koordinaten (oben) | Bild Seite 1 | Bild Seite 2 | Bild Seite 3 | Bild Seite 4 |
| ------------------- | ----------------- | ----------------------- | ------- | --------- | ----------------------- | ------------ | ------------ | ------------ | ------------ |
|                     | Bartenberg (Lage) | Grenzstein ohne Nr. (1) |         |           |                         |              |              |              |              |

## Lienzingen/Schützingen
| Denkmallistennummer | Standort       | Bezeichnung        | gesetzt | Bemerkung | Bild Koordinaten (oben) | Bild Seite 1 | Bild Seite 2 | Bild Seite 3 | Bild Seite 4 |
| ------------------- | -------------- | ------------------ | ------- | --------- | ----------------------- | ------------ | ------------ | ------------ | ------------ |
|                     | Im Wald (Lage) | Grenzstein Nr. 60  |         |           |                         |              |              |              |              |
|                     | Im Wald (Lage) | Grenzstein Nr. 22  |         |           |                         |              |              |              |              |
|                     | Im Wald (Lage) | Grenzstein         |         |           |                         |              |              |              |              |
|                     | Im Wald (Lage) | Grenzstein Nr. 149 |         |           |                         |              |              |              |              |

## Lienzingen/Zaisersweiher
| Denkmallistennummer | Standort                              | Bezeichnung       | gesetzt | Bemerkung                             | Bild Koordinaten (oben) | Bild Seite 1 | Bild Seite 2 | Bild Seite 3 | Bild Seite 4 |
| ------------------- | ------------------------------------- | ----------------- | ------- | ------------------------------------- | ----------------------- | ------------ | ------------ | ------------ | ------------ |
|                     | Grenzstein Lienzingen Nord-Ost (Lage) | Grenzstein Nr. 13 |         | Grenzverlauf Lienzingen/Zaisersweiher |                         |              |              |              |              |

## Ludwigsburg
| Denkmallistennummer | Standort         | Bezeichnung            | gesetzt | Bemerkung                                   | Bild Koordinaten (oben) | Bild Seite 1 | Bild Seite 2 | Bild Seite 3 | Bild Seite 4 |
| ------------------- | ---------------- | ---------------------- | ------- | ------------------------------------------- | ----------------------- | ------------ | ------------ | ------------ | ------------ |
|                     | Osterholz (Lage) | Grenzstein Nr. 6/12/33 | 1601    | Grenzverlauf Ludwigsburg/Asperg             |                         |              |              |              |              |
|                     | Osterholz (Lage) | Grenzstein Nr. 8/14/35 | 1601    | Grenzverlauf Ludwigsburg/Asperg             |                         |              |              |              |              |
|                     | Lembach (Lage)   | Grenzstein Nr. 81      |         |                                             |                         |              |              |              |              |
|                     | Lemberg (Lage)   | Grenzstein Nr. 54      |         |                                             |                         |              |              |              |              |
|                     | Lemberg (Lage)   | Grenzstein Nr. 11      |         |                                             |                         |              |              |              |              |
|                     | Lemberg (Lage)   | Grenzstein Nr. 21/104  |         | Grenzverlauf Ludwigsburg/Erdmannhausen      |                         |              |              |              |              |
|                     | Lemberg (Lage)   | Grenzstein Nr. 4/102   |         | Grenzverlauf Ludwigsburg/Erdmannhausen      |                         |              |              |              |              |
|                     | Lemberg (Lage)   | Grenzstein Nr. 23      |         | Grenzverlauf Ludwigsburg/Erdmannhausen      |                         |              |              |              |              |
|                     | Lemberg (Lage)   | Grenzstein Nr. 24      |         | Grenzverlauf Ludwigsburg/Erdmannhausen      |                         |              |              |              |              |
|                     | Lemberg (Lage)   | Grenzstein Nr. 26      |         | Grenzverlauf Ludwigsburg/Erdmannhausen      |                         |              |              |              |              |
|                     | Lemberg (Lage)   | Grenzstein             | 1762    | Grenzverlauf Ludwigsburg/Erdmannhausen      |                         |              |              |              |              |
|                     | Lemberg (Lage)   | Grenzstein Nr. 27      | 1762    | Grenzverlauf Ludwigsburg/Erdmannhausen      |                         |              |              |              |              |
|                     | Lemberg          | Grenzstein Nr. 28      | 1762    | Grenzverlauf Ludwigsburg/Erdmannhausen      |                         |              |              |              |              |
|                     | Lemberg          | Grenzstein Nr. 9       |         | Grenzverlauf Ludwigsburg/Hochdorf (Remseck) |                         |              |              |              |              |
|                     | Lemberg (Lage)   | Grenzstein Nr. 10/96   |         | Grenzverlauf Ludwigsburg/Hochdorf (Remseck) |                         |              |              |              |              |
|                     | Lemberg (Lage)   | Grenzstein Nr. 18/88   |         | Grenzverlauf Ludwigsburg/Hochdorf (Remseck) |                         |              |              |              |              |
|                     | Lemberg (Lage)   | Grenzstein Nr. 89      |         | Grenzverlauf Ludwigsburg/Hochdorf (Remseck) |                         |              |              |              |              |

## Maulbronn
| Denkmallistennummer | Standort                                    | Bezeichnung                | gesetzt | Bemerkung | Bild Koordinaten (oben) | Bild Seite 1 | Bild Seite 2 | Bild Seite 3 | Bild Seite 4 |
| ------------------- | ------------------------------------------- | -------------------------- | ------- | --------- | ----------------------- | ------------ | ------------ | ------------ | ------------ |
|                     | Wannenwald (Westlich des Eckhauwegs) (Lage) | Grenzstein Nr. 142         |         |           |                         |              |              |              |              |
|                     | Wannenwald (Westlich des Eckhauwegs) (Lage) | Grenzstein Nr. 144/329/149 |         |           |                         |              |              |              |              |
|                     | Wannenwald (Westlich des Eckhauwegs) (Lage) | Grenzstein Nr. 145         |         |           |                         |              |              |              |              |
|                     | Wannenwald (Westlich des Eckhauwegs) (Lage) | Grenzstein Nr. 147/331     |         |           |                         |              |              |              |              |
|                     | Wannenwald (Westlich des Eckhauwegs) (Lage) | Grenzstein Nr. 148         |         |           |                         |              |              |              |              |

## Maulbronn/Ölbronn
| Denkmallistennummer | Standort              | Bezeichnung       | gesetzt | Bemerkung | Bild Koordinaten (oben) | Bild Seite 1 | Bild Seite 2 | Bild Seite 3 | Bild Seite 4 |
| ------------------- | --------------------- | ----------------- | ------- | --------- | ----------------------- | ------------ | ------------ | ------------ | ------------ |
|                     | Maulbronn West (Lage) | Grenzstein Nr. 89 |         |           |                         |              |              |              |              |

## Merklingen
| Denkmallistennummer | Standort          | Bezeichnung       | gesetzt | Bemerkung | Bild Koordinaten (oben) | Bild Seite 1 | Bild Seite 2 | Bild Seite 3 | Bild Seite 4 |
| ------------------- | ----------------- | ----------------- | ------- | --------- | ----------------------- | ------------ | ------------ | ------------ | ------------ |
|                     | Merklingen (Lage) | Grenzstein Nr. 11 | 1708    |           |                         |              |              |              |              |

## Oberaichen (Leinfelden-Echterdingen)
| Denkmallistennummer | Standort           | Bezeichnung             | gesetzt | Bemerkung                                         | Bild Koordinaten (oben) | Bild Seite 1 | Bild Seite 2 | Bild Seite 3 | Bild Seite 4 |
| ------------------- | ------------------ | ----------------------- | ------- | ------------------------------------------------- | ----------------------- | ------------ | ------------ | ------------ | ------------ |
|                     | Nährenwald (Lage)  | Grenzstein Nr. 49/56/69 |         | früherer Grenzverlauf Möhringen auf den Fildern   |                         |              |              |              |              |
|                     | Nährenwald (Lage)  | Grenzstein Nr. 51       |         |                                                   |                         |              |              |              |              |
|                     | Nährenwald (Lage)  | Grenzstein Nr. 52       |         |                                                   |                         |              |              |              |              |
|                     | Nährenwald (Lage)  | Grenzstein Nr. 59/32    |         |                                                   |                         |              |              |              |              |
|                     | Gäubahn (Lage)     | Grenzstein Nr. 54/174   |         | Grenzverlauf Leinfelden-Echterdingen/Sindelfingen |                         |              |              |              |              |
|                     | Schmellbach (Lage) | Grenzstein Nr. 8A       |         |                                                   |                         |              |              |              |              |
|                     | Schmellbach (Lage) | Grenzstein              |         |                                                   |                         |              |              |              |              |

## Ochsenbach/Kirbachhof
| Denkmallistennummer | Standort                   | Bezeichnung           | gesetzt | Bemerkung                          | Bild Koordinaten (oben) | Bild Seite 1 | Bild Seite 2 | Bild Seite 3 | Bild Seite 4 |
| ------------------- | -------------------------- | --------------------- | ------- | ---------------------------------- | ----------------------- | ------------ | ------------ | ------------ | ------------ |
|                     | Baiselsberg Rennweg (Lage) | Grenzstein Nr. 61/240 |         | Grenzverlauf Ochsenbach/Kirbachhof |                         |              |              |              |              |

## Ochsenbach/Horrheim
| Denkmallistennummer | Standort                   | Bezeichnung               | gesetzt | Bemerkung                        | Bild Koordinaten (oben) | Bild Seite 1 | Bild Seite 2 | Bild Seite 3 | Bild Seite 4 |
| ------------------- | -------------------------- | ------------------------- | ------- | -------------------------------- | ----------------------- | ------------ | ------------ | ------------ | ------------ |
|                     | Rennweg (Lage)             | Grenzstein Nr. 23/199     |         | Grenzverlauf Ochsenbach/Horrheim |                         |              |              |              |              |
|                     | Rennweg (Lage)             | Grenzstein Nr. 24/200     |         | Grenzverlauf Ochsenbach/Horrheim |                         |              |              |              |              |
|                     | Rennweg (Lage)             | Grenzstein Nr. 28/204     |         | Grenzverlauf Ochsenbach/Horrheim |                         |              |              |              |              |
|                     | Rennweg (Lage)             | Grenzstein Nr. 29/205     |         | Grenzverlauf Ochsenbach/Horrheim |                         |              |              |              |              |
|                     | Rennweg (Lage)             | Grenzstein Nr. 30/206     |         | Grenzverlauf Ochsenbach/Horrheim |                         |              |              |              |              |
|                     | Rennweg (Lage)             | Grenzstein Nr. 31/207     |         | Grenzverlauf Ochsenbach/Horrheim |                         |              |              |              |              |
|                     | Rennweg (Lage)             | Grenzstein Nr. 32/208     |         | Grenzverlauf Ochsenbach/Horrheim |                         |              |              |              |              |
|                     | Rennweg (Lage)             | Grenzstein Nr. 33/209     |         | Grenzverlauf Ochsenbach/Horrheim |                         |              |              |              |              |
|                     | Rennweg (Lage)             | Grenzstein Nr. 34/210     |         | Grenzverlauf Ochsenbach/Horrheim |                         |              |              |              |              |
|                     | Rennweg (Lage)             | Grenzstein Nr. 35/211     |         | Grenzverlauf Ochsenbach/Horrheim |                         |              |              |              |              |
|                     | Rennweg (Lage)             | Grenzstein Nr. 36/212     |         | Grenzverlauf Ochsenbach/Horrheim |                         |              |              |              |              |
|                     | Rennweg (Lage)             | Grenzstein Nr. 37/213     |         | Grenzverlauf Ochsenbach/Horrheim |                         |              |              |              |              |
|                     | Rennweg (Lage)             | Grenzstein Nr. 38/214     |         | Grenzverlauf Ochsenbach/Horrheim |                         |              |              |              |              |
|                     | Rennweg (Lage)             | Grenzstein Nr. 39/215     |         | Grenzverlauf Ochsenbach/Horrheim |                         |              |              |              |              |
|                     | Rennweg (Lage)             | Grenzstein Nr. 40/216     |         | Grenzverlauf Ochsenbach/Horrheim |                         |              |              |              |              |
|                     | Rennweg (Lage)             | Grenzstein Nr. 41/217     |         | Grenzverlauf Ochsenbach/Horrheim |                         |              |              |              |              |
|                     | Rennweg (Lage)             | Grenzstein Nr. 42/218     |         | Grenzverlauf Ochsenbach/Horrheim |                         |              |              |              |              |
|                     | Rennweg (Lage)             | Grenzstein Nr. 43/219     |         | Grenzverlauf Ochsenbach/Horrheim |                         |              |              |              |              |
|                     | Rennweg (Lage)             | Grenzstein Nr. 44/220     |         | Grenzverlauf Ochsenbach/Horrheim |                         |              |              |              |              |
|                     | Rennweg (Lage)             | Grenzstein Nr. 46/222     |         | Grenzverlauf Ochsenbach/Horrheim |                         |              |              |              |              |
|                     | Rennweg (Lage)             | Grenzstein Nr. 47/223     |         | Grenzverlauf Ochsenbach/Horrheim |                         |              |              |              |              |
|                     | Rennweg (Lage)             | Grenzstein Nr. 48/224     |         | Grenzverlauf Ochsenbach/Horrheim |                         |              |              |              |              |
|                     | Rennweg (Lage)             | Grenzstein Nr. 49/225     |         | Grenzverlauf Ochsenbach/Horrheim |                         |              |              |              |              |
|                     | Rennweg (Lage)             | Grenzstein Nr. 50/226     |         | Grenzverlauf Ochsenbach/Horrheim |                         |              |              |              |              |
|                     | Rennweg (Lage)             | Grenzstein Nr. 51/227     |         | Grenzverlauf Ochsenbach/Horrheim |                         |              |              |              |              |
|                     | Rennweg (Lage)             | Grenzstein Nr. 53/229     |         | Grenzverlauf Ochsenbach/Horrheim | 1796                    |              |              |              |              |
|                     | Rennweg (Lage)             | Grenzstein Nr. 54/230     |         | Grenzverlauf Ochsenbach/Horrheim |                         |              |              |              |              |
|                     | Rennweg (Lage)             | Grenzstein Nr. 55/231     |         | Grenzverlauf Ochsenbach/Horrheim |                         |              |              |              |              |
|                     | Rennweg (Lage)             | Grenzstein Nr. 56/232     |         | Grenzverlauf Ochsenbach/Horrheim |                         |              |              |              |              |
|                     | Rennweg (Lage)             | Grenzstein Nr. 57/233     |         | Grenzverlauf Ochsenbach/Horrheim |                         |              |              |              |              |
|                     | Rennweg (Lage)             | Grenzstein Nr. 58/136/234 |         | Grenzverlauf Ochsenbach/Horrheim |                         |              |              |              |              |
|                     | Rennweg (Lage)             | Grenzstein Nr. 59/235     |         | Grenzverlauf Ochsenbach/Horrheim |                         |              |              |              |              |
|                     | Baiselsberg Rennweg (Lage) | Grenzstein Nr. 61         |         | Grenzverlauf Ochsenbach/Horrheim |                         |              |              |              |              |

## Ostfildern
| Denkmallistennummer | Standort        | Bezeichnung       | gesetzt | Bemerkung | Bild Koordinaten (oben) | Bild Seite 1 | Bild Seite 2 | Bild Seite 3 | Bild Seite 4 |
| ------------------- | --------------- | ----------------- | ------- | --------- | ----------------------- | ------------ | ------------ | ------------ | ------------ |
|                     | Klebwald (Lage) | Grenzstein Nr. 30 |         |           |                         |              |              |              |              |
|                     | Klebwald (Lage) | Grenzstein Nr. 56 |         |           |                         |              |              |              |              |

## Pfaffenhofen (Württemberg)
| Denkmallistennummer | Standort           | Bezeichnung | gesetzt | Bemerkung | Bild Koordinaten (oben) | Bild Seite 1 | Bild Seite 2 | Bild Seite 3 | Bild Seite 4 |
| ------------------- | ------------------ | ----------- | ------- | --------- | ----------------------- | ------------ | ------------ | ------------ | ------------ |
|                     | Schlierkopf (Lage) | Grenzstein  |         |           |                         |              |              |              |              |
|                     | Schlierkopf (Lage) | Grenzstein  |         |           |                         |              |              |              |              |

## Renningen/Rutesheim
| Denkmallistennummer | Standort           | Bezeichnung           | gesetzt | Bemerkung                        | Bild Koordinaten (oben) | Bild Seite 1 | Bild Seite 2 | Bild Seite 3 | Bild Seite 4 |
| ------------------- | ------------------ | --------------------- | ------- | -------------------------------- | ----------------------- | ------------ | ------------ | ------------ | ------------ |
|                     | Großer Wald (Lage) | Grenzstein Nr. 43/115 |         | Grenzverlauf Renningen/Rutesheim |                         |              |              |              |              |

## Rielingshausen/Pleidelsheim
| Denkmallistennummer | Standort        | Bezeichnung                 | gesetzt | Bemerkung                                | Bild Koordinaten (oben) | Bild Seite 1 | Bild Seite 2 | Bild Seite 3 | Bild Seite 4 |
| ------------------- | --------------- | --------------------------- | ------- | ---------------------------------------- | ----------------------- | ------------ | ------------ | ------------ | ------------ |
|                     | Eichbach (Lage) | Grenzstein Eichbach Nr. 119 |         | Grenzverlauf Rielingshausen/Pleidelsheim |                         |              |              |              |              |
|                     | Eichbach (Lage) | Grenzstein Eichbach Nr. 120 |         | Grenzverlauf Rielingshausen/Pleidelsheim |                         |              |              |              |              |

## Rielingshausen/Steinheim an der Murr
| Denkmallistennummer | Standort        | Bezeichnung                     | gesetzt | Bemerkung                                         | Bild Koordinaten (oben) | Bild Seite 1 | Bild Seite 2 | Bild Seite 3 | Bild Seite 4 |
| ------------------- | --------------- | ------------------------------- | ------- | ------------------------------------------------- | ----------------------- | ------------ | ------------ | ------------ | ------------ |
|                     | Bronnhau (Lage) | Grenzstein Bronnhaus Nr. 70/349 |         | Grenzverlauf Rielingshausen/Steinheim an der Murr |                         |              |              |              |              |
|                     | Bronnhau (Lage) | Grenzstein Bronnhaus Nr. 71     |         | Grenzverlauf Rielingshausen/Steinheim an der Murr |                         |              |              |              |              |
|                     | Bronnhau (Lage) | Grenzstein Bronnhaus Nr. 72     |         | Grenzverlauf Rielingshausen/Steinheim an der Murr |                         |              |              |              |              |

## Rinklingen/Wössingen
| Denkmallistennummer | Standort           | Bezeichnung          | gesetzt | Bemerkung | Bild Koordinaten (oben) | Bild Seite 1 | Bild Seite 2 | Bild Seite 3 | Bild Seite 4 |
| ------------------- | ------------------ | -------------------- | ------- | --------- | ----------------------- | ------------ | ------------ | ------------ | ------------ |
|                     | Großer Wald (Lage) | Grenzstein Nr. 13/15 |         |           |                         |              |              |              |              |

## Rossert (Besigheim/Bietigheim-Bissingen/Löchgau)
| Denkmallistennummer | Standort       | Bezeichnung            | gesetzt | Bemerkung                                   | Bild Koordinaten (oben) | Bild Seite 1 | Bild Seite 2 | Bild Seite 3 | Bild Seite 4 |
| ------------------- | -------------- | ---------------------- | ------- | ------------------------------------------- | ----------------------- | ------------ | ------------ | ------------ | ------------ |
|                     | Rossert (Lage) | Grenzstein Nr. 100/145 | 1772    | Grenzverlauf Bietigheim-Bissingen/Löchgau   |                         |              |              |              |              |
|                     | Rossert (Lage) | Grenzstein Nr. 104/144 | 1835    | Grenzverlauf Bietigheim-Bissingen/Löchgau   |                         |              |              |              |              |
|                     | Rossert (Lage) | Grenzstein Nr. 102/142 |         | Grenzverlauf Bietigheim-Bissingen/Löchgau   |                         |              |              |              |              |
|                     | Rossert (Lage) | Grenzstein Nr. 101/141 | 1741    | Grenzverlauf Bietigheim-Bissingen/Löchgau   |                         |              |              |              |              |
|                     | Rossert (Lage) | Grenzstein Nr. 96/136  |         | Grenzverlauf Bietigheim-Bissingen/Löchgau   |                         |              |              |              |              |
|                     | Rossert (Lage) | Grenzstein Nr. 97/137  |         | Grenzverlauf Bietigheim-Bissingen/Löchgau   |                         |              |              |              |              |
|                     | Rossert (Lage) | Grenzstein Nr. 98/138  |         | Grenzverlauf Bietigheim-Bissingen/Löchgau   |                         |              |              |              |              |
|                     | Rossert (Lage) | Grenzstein Nr. 32      | 1751    | Grenzverlauf Bietigheim-Bissingen/Besigheim |                         |              |              |              |              |
|                     | Rossert (Lage) | Grenzstein Nr. 33      | 1755    | Grenzverlauf Bietigheim-Bissingen/Besigheim |                         |              |              |              |              |
|                     | Rossert (Lage) | Grenzstein Nr. 70/109  |         | Grenzverlauf Bietigheim-Bissingen/Löchgau   |                         |              |              |              |              |
|                     | Rossert (Lage) | Grenzstein Nr. 71/110  |         | Grenzverlauf Bietigheim-Bissingen/Löchgau   |                         |              |              |              |              |
|                     | Rossert (Lage) | Grenzstein Nr. 72/111  |         | Grenzverlauf Bietigheim-Bissingen/Löchgau   |                         |              |              |              |              |
|                     | Rossert (Lage) | Grenzstein Nr. 73/112  |         | Grenzverlauf Bietigheim-Bissingen/Löchgau   |                         |              |              |              |              |
|                     | Rossert (Lage) | Grenzstein Nr. 74/113  |         | Grenzverlauf Bietigheim-Bissingen/Löchgau   |                         |              |              |              |              |
|                     | Rossert (Lage) | Grenzstein Nr. 76/115  |         | Grenzverlauf Bietigheim-Bissingen/Löchgau   |                         |              |              |              |              |
|                     | Rossert (Lage) | Grenzstein Nr. 77/116  |         | Grenzverlauf Bietigheim-Bissingen/Löchgau   |                         |              |              |              |              |
|                     | Rossert (Lage) | Grenzstein Nr. 71      |         | Grenzverlauf Besigheim/Löchgau              |                         |              |              |              |              |
|                     | Rossert (Lage) | Grenzstein Nr. 72      |         | Grenzverlauf Besigheim/Löchgau              |                         |              |              |              |              |
|                     | Rossert (Lage) | Grenzstein Nr. 73      |         | Grenzverlauf Besigheim/Löchgau              |                         |              |              |              |              |
|                     | Rossert (Lage) | Grenzstein Nr. 74      |         | Grenzverlauf Besigheim/Löchgau              |                         |              |              |              |              |
|                     | Rossert (Lage) | Grenzstein Nr. 75      | 1665    | Grenzverlauf Besigheim/Löchgau              |                         |              |              |              |              |
|                     | Rossert (Lage) | Grenzstein Nr. 76      |         | Grenzverlauf Besigheim/Löchgau              |                         |              |              |              |              |
|                     | Rossert (Lage) | Grenzstein Nr. 77      |         | Grenzverlauf Besigheim/Löchgau              |                         |              |              |              |              |
|                     | Rossert (Lage) | Grenzstein Nr. 78      | 1842    | Grenzverlauf Besigheim/Löchgau              |                         |              |              |              |              |
|                     | Rossert (Lage) | Grenzstein             | 1665    | Grenzverlauf Besigheim/Löchgau              |                         |              |              |              |              |
|                     | Rossert (Lage) | Grenzstein Nr. 79      | 1842    | Grenzverlauf Besigheim/Löchgau              |                         |              |              |              |              |
|                     | Rossert (Lage) | Grenzstein Nr. 81      | 1842    | Grenzverlauf Besigheim/Löchgau              |                         |              |              |              |              |
|                     | Rossert (Lage) | Grenzstein Nr. 83      |         | Grenzverlauf Besigheim/Löchgau              |                         |              |              |              |              |
|                     | Rossert (Lage) | Grenzstein Nr. 84      | 1741    | Grenzverlauf Besigheim/Löchgau              |                         |              |              |              |              |
|                     | Rossert (Lage) | Grenzstein Nr. 85/21   |         | Grenzverlauf Besigheim/Löchgau              |                         |              |              |              |              |
|                     | Rossert (Lage) | Grenzstein Nr. 22      |         | Grenzverlauf Besigheim/Löchgau              |                         |              |              |              |              |
|                     | Rossert (Lage) | Grenzstein Nr. 66/67   |         | Grenzverlauf Bietigheim-Bissingen/Besigheim |                         |              |              |              |              |
|                     | Rossert (Lage) | Grenzstein Nr. 67/68   |         | Grenzverlauf Bietigheim-Bissingen/Besigheim |                         |              |              |              |              |

## Rotenacker Wald (Bietigheim-Bissingen/Markgröningen/Tamm)
| Denkmallistennummer | Standort               | Bezeichnung             | gesetzt | Bemerkung                      | Bild Koordinaten (oben) | Bild Seite 1 | Bild Seite 2 | Bild Seite 3 | Bild Seite 4 |
| ------------------- | ---------------------- | ----------------------- | ------- | ------------------------------ | ----------------------- | ------------ | ------------ | ------------ | ------------ |
|                     | Rotenacker Wald (Lage) | Grenzstein Nr. 5/14     |         |                                |                         |              |              |              |              |
|                     | Rotenacker Wald (Lage) | Grenzstein Nr. 7        |         |                                |                         |              |              |              |              |
|                     | Rotenacker Wald (Lage) | Grenzstein Nr. 15       |         |                                |                         |              |              |              |              |
|                     | Rotenacker Wald (Lage) | Grenzstein Nr. 8        |         | Abstand zu Nr. 9/34/204 gering |                         |              |              |              |              |
|                     | Rotenacker Wald (Lage) | Grenzstein Nr. 9/34/204 |         |                                |                         |              |              |              |              |
|                     | Rotenacker Wald (Lage) | Grenzstein Nr. 10       |         |                                |                         |              |              |              |              |
|                     | Rotenacker Wald (Lage) | Grenzstein Nr. 35/205   |         |                                |                         |              |              |              |              |
|                     | Rotenacker Wald (Lage) | Grenzstein Nr. 36/206   |         |                                |                         |              |              |              |              |
|                     | Rotenacker Wald (Lage) | Grenzstein Nr. 13       |         |                                |                         |              |              |              |              |
|                     | Rotenacker Wald (Lage) | Grenzstein Nr. 14       |         |                                |                         |              |              |              |              |
|                     | Rotenacker Wald (Lage) | Grenzstein Nr. 16       |         |                                |                         |              |              |              |              |
|                     | Rotenacker Wald (Lage) | Grenzstein Nr. 17       |         |                                |                         |              |              |              |              |
|                     | Rotenacker Wald (Lage) | Grenzstein Nr. 19       |         |                                |                         |              |              |              |              |
|                     | Rotenacker Wald (Lage) | Grenzstein Nr. 43/213   |         |                                |                         |              |              |              |              |
|                     | Rotenacker Wald (Lage) | Grenzstein Nr. 44/48    |         |                                |                         |              |              |              |              |
|                     | Rotenacker Wald (Lage) | Grenzstein Nr. 24       |         |                                |                         |              |              |              |              |
|                     | Rotenacker Wald (Lage) | Grenzstein Nr. 25       |         |                                |                         |              |              |              |              |
|                     | Rotenacker Wald (Lage) | Grenzstein Nr. 26       |         |                                |                         |              |              |              |              |
|                     | Rotenacker Wald (Lage) | Grenzstein Nr. 27       |         |                                |                         |              |              |              |              |
|                     | Rotenacker Wald (Lage) | Grenzstein Nr. 30       |         |                                |                         |              |              |              |              |
|                     | Rotenacker Wald (Lage) | Grenzstein Nr. 31       |         |                                |                         |              |              |              |              |
|                     | Rotenacker Wald (Lage) | Grenzstein Nr. 32       |         |                                |                         |              |              |              |              |
|                     | Rotenacker Wald (Lage) | Grenzstein Nr. 48       |         |                                |                         |              |              |              |              |
|                     | Rotenacker Wald (Lage) | Grenzstein Nr. 49       |         |                                |                         |              |              |              |              |
|                     | Rotenacker Wald (Lage) | Grenzstein Nr. 96/151   |         |                                |                         |              |              |              |              |
|                     | Rotenacker Wald (Lage) | Grenzstein Nr. 97       |         |                                |                         |              |              |              |              |
|                     | Rotenacker Wald (Lage) | Grenzstein Nr. 54       |         |                                |                         |              |              |              |              |
|                     | Rotenacker Wald (Lage) | Grenzstein Nr. 55       |         |                                |                         |              |              |              |              |
|                     | Rotenacker Wald (Lage) | Grenzstein Nr. 56       |         |                                |                         |              |              |              |              |
|                     | Rotenacker Wald (Lage) | Grenzstein Nr. 58       |         |                                |                         |              |              |              |              |
|                     | Rotenacker Wald (Lage) | Grenzstein Nr. 59       |         |                                |                         |              |              |              |              |
|                     | Rotenacker Wald (Lage) | Grenzstein Nr. 60       |         |                                |                         |              |              |              |              |
|                     | Rotenacker Wald (Lage) | Grenzstein Nr. 61       |         |                                |                         |              |              |              |              |
|                     | Rotenacker Wald (Lage) | Grenzstein Nr. 62       |         |                                |                         |              |              |              |              |
|                     | Rotenacker Wald (Lage) | Grenzstein Nr. 64/5/4   |         |                                |                         |              |              |              |              |
|                     | Rotenacker Wald (Lage) | Grenzstein Nr. 65/4/3   |         |                                |                         |              |              |              |              |
|                     | Rotenacker Wald (Lage) | Grenzstein Nr. 100      |         |                                |                         |              |              |              |              |
|                     | Rotenacker Wald (Lage) | Grenzstein Nr. 102      |         |                                |                         |              |              |              |              |

## Sachsenheim/Sersheim
| Denkmallistennummer | Standort           | Bezeichnung               | gesetzt | Bemerkung                          | Bild Koordinaten (oben) | Bild Seite 1 | Bild Seite 2 | Bild Seite 3 | Bild Seite 4 |
| ------------------- | ------------------ | ------------------------- | ------- | ---------------------------------- | ----------------------- | ------------ | ------------ | ------------ | ------------ |
|                     | Donnersberg (Lage) | Grenzstein Nr. 58         | 1560    | Grenzverlauf Hohenhaslach/Sersheim |                         |              |              |              |              |
|                     | Donnersberg (Lage) | Grenzstein Nr. 76/107     |         | Grenzverlauf Hohenhaslach/Sersheim |                         |              |              |              |              |
|                     | Donnersberg (Lage) | Grenzstein Nr. 77/108/183 |         | Grenzverlauf Hohenhaslach/Sersheim |                         |              |              |              |              |
|                     | Donnersberg (Lage) | Grenzstein Nr. 59/90      |         | Grenzverlauf Sachsenheim/Sersheim  |                         |              |              |              |              |
|                     | Donnersberg (Lage) | Grenzstein Nr. 44/70      |         | Grenzverlauf Sachsenheim/Sersheim  |                         |              |              |              |              |
|                     | Donnersberg (Lage) | Grenzstein Nr. 80         |         | Grenzverlauf Sachsenheim/Sersheim  |                         |              |              |              |              |
| -                   | Donnersberg (Lage) | Grenzstein Nr. 24/169/122 |         | Grenzverlauf Sachsenheim/Sersheim  |                         |              |              |              |              |
|                     | Eichwald (Lage)    | Grenzstein Nr. 7          |         | Grenzverlauf Sachsenheim/Sersheim  |                         |              |              |              |              |
|                     | Eichwald (Lage)    | Grenzstein                | 1808    | Grenzverlauf Sachsenheim/Sersheim  |                         |              |              |              |              |
|                     | Eichwald (Lage)    | Grenzstein Nr. 1          |         | Grenzverlauf Sachsenheim/Sersheim  |                         |              |              |              |              |
|                     | Eichwald (Lage)    | Grenzstein Nr. 145        |         | Grenzverlauf Sachsenheim/Sersheim  |                         |              |              |              |              |
|                     | Metterhang (Lage)  | Grenzstein Nr. 159        |         | Grenzverlauf Sachsenheim/Sersheim  |                         |              |              |              |              |
|                     | Metterhang (Lage)  | Grenzstein Nr. 133/13     |         | Grenzverlauf Sachsenheim/Sersheim  |                         |              |              |              |              |

## Sachsenheim/Bietigheim-Bissingen
| Denkmallistennummer | Standort                 | Bezeichnung       | gesetzt | Bemerkung                                     | Bild Koordinaten (oben) | Bild Seite 1 | Bild Seite 2 | Bild Seite 3 | Bild Seite 4 |
| ------------------- | ------------------------ | ----------------- | ------- | --------------------------------------------- | ----------------------- | ------------ | ------------ | ------------ | ------------ |
|                     | Altenbach/Waldhof (Lage) | Grenzstein Nr. 31 |         | Grenzverlauf Sachsenheim/Bietigheim-Bissingen |                         |              |              |              |              |

## Schmie/Lienzingen
| Denkmallistennummer | Standort                      | Bezeichnung          | gesetzt | Bemerkung                      | Bild Koordinaten (oben) | Bild Seite 1 | Bild Seite 2 | Bild Seite 3 | Bild Seite 4 |
| ------------------- | ----------------------------- | -------------------- | ------- | ------------------------------ | ----------------------- | ------------ | ------------ | ------------ | ------------ |
|                     | Eselsweg im Wannenwald (Lage) | Grenzstein Nr. 2/40  |         | Grenzverlauf Schmie/Lienzingen |                         |              |              |              |              |
|                     | Eselsweg im Wannenwald (Lage) | Grenzstein Nr. 3/92  |         | Grenzverlauf Schmie/Lienzingen |                         |              |              |              |              |
|                     | Eselsweg im Wannenwald (Lage) | Grenzstein Nr. 4/91  |         | Grenzverlauf Schmie/Lienzingen |                         |              |              |              |              |
|                     | Eselsweg im Wannenwald (Lage) | Grenzstein Nr. 7/88  |         | Grenzverlauf Schmie/Lienzingen |                         |              |              |              |              |
|                     | Im Wannenwald (Lage)          | Grenzstein Nr. 11/84 |         | Grenzverlauf Schmie/Lienzingen |                         |              |              |              |              |

## Schmie/Ötisheim
| Denkmallistennummer | Standort       | Bezeichnung         | gesetzt | Bemerkung                    | Bild Koordinaten (oben) | Bild Seite 1 | Bild Seite 2 | Bild Seite 3 | Bild Seite 4 |
| ------------------- | -------------- | ------------------- | ------- | ---------------------------- | ----------------------- | ------------ | ------------ | ------------ | ------------ |
|                     | Sauberg (Lage) | Grenzstein Nr. 24   |         | Grenzverlauf Schmie/Ötisheim |                         |              |              |              |              |
|                     | Sauberg (Lage) | Grenzstein Nr. 4/97 |         | Grenzverlauf Schmie/Ötisheim |                         |              |              |              |              |

## Steinheim an der Murr
| Denkmallistennummer | Standort                               | Bezeichnung    | gesetzt | Bemerkung | Bild Koordinaten (oben) | Bild Seite 1 | Bild Seite 2 | Bild Seite 3 | Bild Seite 4 |
| ------------------- | -------------------------------------- | -------------- | ------- | --------- | ----------------------- | ------------ | ------------ | ------------ | ------------ |
|                     | Steinheimer Grenzstein-Refugium (Lage) | Grenzstein (1) |         |           |                         |              |              |              |              |
|                     | Steinheimer Grenzstein-Refugium (Lage) | Grenzstein (2) |         |           |                         |              |              |              |              |
|                     | Dornhauweg (Lage)                      | Grenzstein     |         |           |                         |              |              |              |              |

## Sternenfels/Zaberfeld
| Denkmallistennummer | Standort           | Bezeichnung       | gesetzt | Bemerkung                          | Bild Koordinaten (oben) | Bild Seite 1 | Bild Seite 2 | Bild Seite 3 | Bild Seite 4 |
| ------------------- | ------------------ | ----------------- | ------- | ---------------------------------- | ----------------------- | ------------ | ------------ | ------------ | ------------ |
|                     | Schlierkopf (Lage) | Grenzstein Nr. 23 |         | Grenzverlauf Sternenfels/Zaberfeld |                         |              |              |              |              |
|                     | Schlierkopf (Lage) | Grenzstein Nr. 23 |         | Grenzverlauf Sternenfels/Zaberfeld |                         |              |              |              |              |

## Ammerbucher Grenzsteinrefugium
| Denkmallistennummer | Standort                              | Bezeichnung     | gesetzt | Bemerkung | Bild Koordinaten (oben) | Bild Seite 1 | Bild Seite 2 | Bild Seite 3 | Bild Seite 4 |
| ------------------- | ------------------------------------- | --------------- | ------- | --------- | ----------------------- | ------------ | ------------ | ------------ | ------------ |
|                     | Ammerbucher Grenzsteinrefugium (Lage) | Grenzstein (1)  |         |           |                         |              |              |              |              |
|                     | Ammerbucher Grenzsteinrefugium (Lage) | Grenzstein (2)  |         |           |                         |              |              |              |              |
|                     | Ammerbucher Grenzsteinrefugium (Lage) | Grenzstein (3)  |         |           |                         |              |              |              |              |
|                     | Ammerbucher Grenzsteinrefugium (Lage) | Grenzstein (4)  |         |           |                         |              |              |              |              |
|                     | Ammerbucher Grenzsteinrefugium (Lage) | Grenzstein (5)  |         |           |                         |              |              |              |              |
|                     | Ammerbucher Grenzsteinrefugium (Lage) | Grenzstein (6)  |         |           |                         |              |              |              |              |
|                     | Ammerbucher Grenzsteinrefugium (Lage) | Grenzstein (7)  |         |           |                         |              |              |              |              |
|                     | Ammerbucher Grenzsteinrefugium (Lage) | Grenzstein (8)  |         |           |                         |              |              |              |              |
|                     | Ammerbucher Grenzsteinrefugium (Lage) | Grenzstein (9)  |         |           |                         |              |              |              |              |
|                     | Ammerbucher Grenzsteinrefugium (Lage) | Grenzstein (10) |         |           |                         |              |              |              |              |
|                     | Ammerbucher Grenzsteinrefugium (Lage) | Grenzstein (11) |         |           |                         |              |              |              |              |
|                     | Ammerbucher Grenzsteinrefugium (Lage) | Grenzstein (12) |         |           |                         |              |              |              |              |
|                     | Ammerbucher Grenzsteinrefugium (Lage) | Grenzstein (13) |         |           |                         |              |              |              |              |
|                     | Ammerbucher Grenzsteinrefugium (Lage) | Grenzstein (14) |         |           |                         |              |              |              |              |
|                     | Ammerbucher Grenzsteinrefugium (Lage) | Grenzstein (15) |         |           |                         |              |              |              |              |
|                     | Ammerbucher Grenzsteinrefugium (Lage) | Grenzstein (16) |         |           |                         |              |              |              |              |
|                     | Ammerbucher Grenzsteinrefugium (Lage) | Grenzstein (17) |         |           |                         |              |              |              |              |
|                     | Ammerbucher Grenzsteinrefugium (Lage) | Grenzstein (18) |         |           |                         |              |              |              |              |
|                     | Ammerbucher Grenzsteinrefugium (Lage) | Grenzstein (19) |         |           |                         |              |              |              |              |
|                     | Ammerbucher Grenzsteinrefugium (Lage) | Grenzstein (20) |         |           |                         |              |              |              |              |
|                     | Ammerbucher Grenzsteinrefugium (Lage) | Grenzstein (21) |         |           |                         |              |              |              |              |
|                     | Ammerbucher Grenzsteinrefugium (Lage) | Grenzstein (22) |         |           |                         |              |              |              |              |
|                     | Ammerbucher Grenzsteinrefugium (Lage) | Grenzstein (23) |         |           |                         |              |              |              |              |
|                     | Ammerbucher Grenzsteinrefugium (Lage) | Grenzstein (24) |         |           |                         |              |              |              |              |
|                     | Ammerbucher Grenzsteinrefugium (Lage) | Grenzstein (25) |         |           |                         |              |              |              |              |
|                     | Ammerbucher Grenzsteinrefugium (Lage) | Grenzstein (26) |         |           |                         |              |              |              |              |
|                     | Ammerbucher Grenzsteinrefugium (Lage) | Grenzstein (27) |         |           |                         |              |              |              |              |
|                     | Ammerbucher Grenzsteinrefugium (Lage) | Grenzstein (28) |         |           |                         |              |              |              |              |
|                     | Ammerbucher Grenzsteinrefugium (Lage) | Grenzstein (29) |         |           |                         |              |              |              |              |
|                     | Ammerbucher Grenzsteinrefugium (Lage) | Grenzstein (30) |         |           |                         |              |              |              |              |